# USB 하드웨어
1. Micro-B 플러그
2. USB 및 아날로그 AV 출력 모두에 사용되는 많은 구형 일본 카메라의 독점 UC-E6 단자
3. Mini-B 플러그 (반전)
4. Standard-A 리셉터클 (반전; USB는 연장 케이블을 허용하지 않으므로 비준수[1])
5. Standard-A 플러그
6. Standard-B 플러그

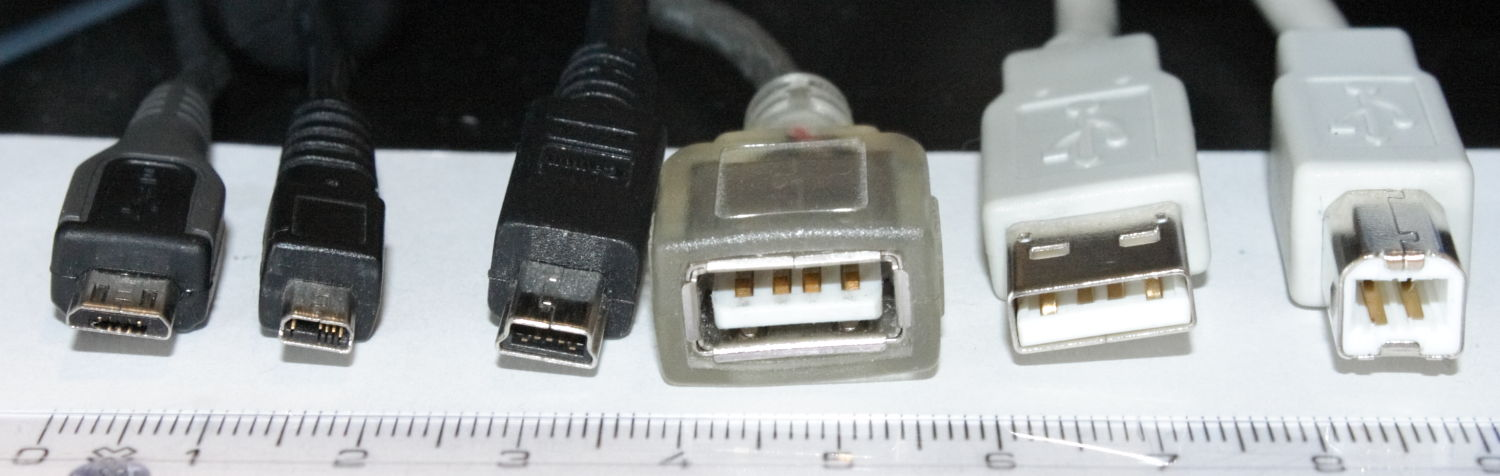
다양한 기존 USB 단자 및 스케일용 센티미터 자. 왼쪽에서 오른쪽으로:

USB 표준의 초기 버전은 사용하기 쉽고 수명이 긴 단자를 명시했다. 표준 개정은 작고 휴대 가능한 장치에 유용한 더 작은 단자를 추가했다. USB 표준의 고속 개발은 추가 데이터 링크를 허용하기 위해 또 다른 단자군을 탄생시켰다. 모든 USB 버전은 케이블 속성을 명시한다. SuperSpeed로 판매되는 버전 3.x 케이블은 데이터 링크를 추가했다. 즉, 2008년에 USB 3.0은 전이중 레인(방향당 하나의 차동 신호를 위한 꼬인 두 쌍의 와이어)을 추가했으며, 2014년에는 USB-C 사양이 두 번째 전이중 레인을 추가했다.
USB는 항상 주변기기 장치에 전력을 공급하는 기능을 포함했지만, 공급할 수 있는 전력량은 시간이 지남에 따라 증가했다. 최신 사양은 USB Power Delivery (USB PD)라고 불리며 데이터 통신 기능 유무에 관계없이 최대 240 와트를 허용한다. 처음에는 USB 1.0이 최대 2.5W를 제공했고, 이후 배터리 충전(BC) 사양은 더 많은 전력을 제공했다. 최신 전력 공급 사양은 2012년 USB PD 1.0으로 시작하여 최대 60와트의 전력 공급을 제공했으며, 2013년에는 USB 3.1과 함께 PD 2.0 버전 1.2로 최대 100W를 제공했고, 2021년에는 USB PD 3.1로 최대 240W로 상승했다. USB는 많은 휴대 전화 및 기타 장치의 충전 형식으로 선택되어 독점 충전기의 확산을 줄였다.

## 단자

현재 표준 Type‑C 플러그를 제외한 대부분의 기존 USB 플러그 비교

이더넷과 같은 다른 데이터 버스와 달리 USB 연결은 지향성이다. 호스트 장치는 허브 또는 주변 장치의 업스트림 연결 포트(UFP)에 연결되는 다운스트림 연결 포트(DFP)를 가진다. USB는 계층형 스타와 유사한 네트워크 토폴로지를 구현한다.
다운스트림 연결 포트만 원래 기본적으로 전원을 제공했다. 이 토폴로지는 전기적 과부하 및 장비 손상을 쉽게 방지하기 위해 선택되었다.
모든 기존 USB 케이블은 기계적으로 구별되는 두 개의 플러그, 즉 Type-A 플러그(호스트 또는 허브의 다운스트림 연결 포트에 연결)와 Type-B 플러그(허브 또는 주변 장치의 업스트림 연결 포트에 연결)가 있는 두 개의 다른 끝을 가진다. 각 형식에는 A 및 B 끝 각각에 대해 정의된 플러그 및 리셉터클이 있다. USB 케이블은 정의상 각 끝에 플러그가 있다. 한 가지 예외(Type-A 대 Type-A 플러그)를 제외하고 모든 케이블에는 하나의 Type-A 플러그와 하나의 Type-B 플러그가 있었다. Type-C가 출시되면서 전환 케이블이 등장했다: 한쪽 끝에는 Type-C 플러그가 있고 다른 쪽 끝에는 Type-A 또는 Type-B 플러그가 있다. 이 전환 케이블은 여전히 방향성이 있으며, 이러한 케이블에서 Type-C 플러그는 반대쪽 단자를 보완하기 위해 적절하게 A 또는 B로 전기적으로 표시된다. 최신 표준은 양쪽 끝에 Type-C 플러그가 있는 케이블이다. 이 케이블은 방향성이 없으며, 연결된 장치가 각 역할을 협상하도록 한다. 모든 기존 리셉터클은 Micro-AB 및 (사용 중단된) Mini-AB 리셉터클을 제외하고는 Type-A 또는 Type-B이다. 이러한 Type-AB 리셉터클은 Type-A 및 Type-B 플러그를 모두 허용하며, 이러한 리셉터클이 있는 장치는 연결된 플러그 유형에 따라 DFP(호스트, 허브 DFP) 또는 UFP(주변 장치, 허브 UFP) 역할을 수행한다.
기존 USB 단자에는 세 가지 크기가 있다: 원래의 표준, 휴대용 모바일 장비를 수용하기 위한 첫 시도였던 미니 단자(현재는 대부분 구식화됨), 그리고 마이크로 단자이며, 이들 모두는 2014년에 Type-C로 대체되었다. Type-C는 두 개의 레인(USB 3.2 1×2 (10 Gbit/s), USB 3.2 2×2 (20 Gbit/s) 또는 모든 USB4 모드)으로 작동하는 데 필요하며 양방향으로 최대 240와트의 전력을 허용한다.
USB4 이전에는 USB 데이터 전송을 위한 5가지 속도가 있었다: 저속(Low-Speed), 전속(Full-Speed)(USB 1.0 및 1.1 모두), 고속(High-Speed)(USB 2.0), SuperSpeed (USB 3.0, 나중에 USB 3.2 Gen 1×1로 지정됨), 그리고 SuperSpeed+(USB 3.1 Gen 2, 나중에 USB 3.2 Gen 2×1로 지정됨).
기존 단자는 표준의 첫 세대(USB 1.x, USB 2.0, USB 3.x)에 대해 다른 하드웨어 및 케이블링 요구 사항을 가진다. USB 장치는 구현된 모드를 일부 선택할 수 있으며, USB 3.1 이후에는 USB 릴리스만으로는 구현된 모드를 충분히 지정하지 않는다. 장치가 지원하는 기능은 장치의 칩셋 또는 포함된 SoC 및 OS가 지원하는 드라이버에 의해 정의된다(따라서 장치 사양에서 지원되는 USB 작동 모드의 전체 이름을 확인해야 한다. 인쇄된 아이콘은 일반적으로 모든 모드를 지정하지 않거나 충분히 정확하지 않다). USB 3 사양에서는 Standard-A SuperSpeed 플러그 및 리셉터클 내부에 보이는 절연체를 특정 파란색(팬톤 300 C)으로 사용하는 것이 권장된다. USB 3.1에서 도입된 10 Gbit/s (Gen 2) 데이터 속도를 지원하는 Standard-A 리셉터클에서는 일부 제조업체가 청록색을 사용하기도 하지만, 표준에서는 더 높은 데이터 속도를 지원하는 것을 포함하여 모든 SuperSpeed 지원 Standard-A 리셉터클에 동일한 파란색을 권장한다.

### 속성

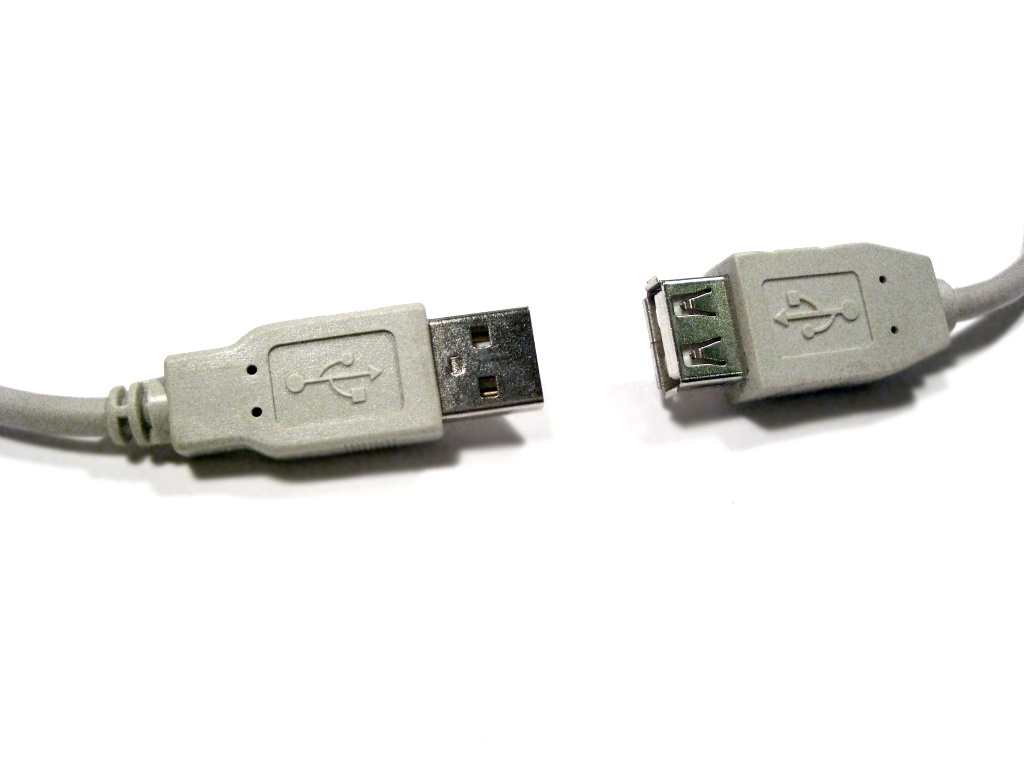
금지된 USB 연장 케이블, 왼쪽에 플러그, 오른쪽에 리셉터클. (USB는 연장 케이블을 허용하지 않는다. 비표준 케이블은 작동할 수 있지만 신뢰할 수 있다고 가정할 수 없다.)

USB 위원회가 지정한 단자는 USB의 근본적인 목표를 여러 가지 지원하며, 컴퓨터 산업이 사용했던 많은 단자들로부터 얻은 교훈을 반영한다. 호스트 또는 장치에 장착된 단자를 리셉터클이라고 부르며, 케이블에 부착된 단자를 플러그라고 부른다. 공식 USB 사양 문서도 주기적으로 플러그를 나타내는 용어로 male, 리셉터클을 나타내는 용어로 female을 정의한다.
설계상 USB 플러그를 리셉터클에 잘못 삽입하기는 어렵다. USB 사양은 사용자가 올바른 방향을 인식할 수 있도록 케이블 플러그와 리셉터클에 표시를 하도록 요구한다. 하지만 USB-C 플러그는 양방향이다. USB 케이블과 작은 USB 장치는 다른 단자들이 사용하는 나사, 클립 또는 엄지손가락 돌림 없이 리셉터클의 장력에 의해 제자리에 고정된다.
다른 A 및 B 플러그는 두 전원을 실수로 연결하는 것을 방지한다. 그러나 USB 온더고 (스마트폰의 USB 온더고, USB 전원 공급 Wi-Fi 라우터 등)와 같은 다목적 USB 연결의 등장으로 이러한 지향성 토폴로지의 일부가 손실되었으며, 이는 A-대-A, B-대-B, 그리고 때로는 Y/분배기 케이블을 필요로 한다. 자세한 요약 설명은 아래 USB 온더고 단자 섹션을 참조하십시오.
양쪽 끝에 A 플러그가 있는 소위 케이블도 있는데, 이는 "케이블"에 예를 들어 두 개의 포트가 있는 USB 호스트 간 전송 장치가 포함되어 있다면 유효할 수 있다. 이것은 정의상 두 개의 논리적 B 포트를 가진 장치이며, 각각에 캡티브 케이블이 있으며, 두 A 끝을 가진 케이블이 아니다.

#### 내구성
표준 단자는 많은 과거 단자보다 더 견고하게 설계되었다. 이는 USB가 핫 스왑 가능하며, 단자가 이전 단자보다 더 자주, 그리고 아마도 덜 조심스럽게 사용될 것이기 때문이다.
표준 USB 단자는 최소 1,500회의 삽입 및 제거 주기 수명을 가지며, 미니-B 단자의 경우 5,000회로 증가했다. 모든 마이크로 단자의 정격은 10,000회이며, USB-C도 마찬가지이다. 이를 위해 잠금 장치가 추가되었고 리프 스프링이 잭에서 플러그로 옮겨져 가장 많이 스트레스를 받는 부분이 연결부의 케이블 쪽에 있다. 이 변경은 더 저렴한 케이블의 단자가 가장 많은 마모를 견디도록 하기 위함이다.
표준 USB에서 USB 단자의 전기 접점은 인접한 플라스틱 혀에 의해 보호되며, 전체 연결 조립품은 일반적으로 금속 쉘로 둘러싸여 보호된다.
플러그의 쉘은 내부 핀보다 먼저 리셉터클과 접촉한다. 쉘은 일반적으로 접지되어 정전기를 방출하고 단자 내의 와이어를 차폐한다.

#### 호환성
USB 표준은 단자에 대한 치수 및 공차를 지정하여 물리적 비호환성을 방지하며, 여기에는 플러그 본체의 최대 치수 및 인접 포트가 막히지 않도록 리셉터클 주변의 최소 여유 공간이 포함된다.

#### 핀 할당
USB 1.0, 1.1 및 2.0은 전원용(VBUS 및 GND)으로 두 개의 와이어를 사용하고 직렬 데이터의 차동 신호용으로 두 개의 와이어를 사용한다. 미니 및 마이크로 단자는 Standard 단자의 4개가 아닌 5개의 접점을 가지며, 추가 접점(ID로 지정됨)은 온더고(On-The-Go) 장치의 AB 리셉터클에 연결할 때 A 및 B 플러그를 전기적으로 구별한다. Type-C-레거시 케이블 또는 어댑터의 Type-C 플러그는 유사하게 전자적으로 A 또는 B로 표시된다: 케이블에서는 반대쪽 끝의 단자의 보완으로 표시된다. 왜냐하면 모든 레거시 케이블은 정의상 A 및 B 끝을 가지기 때문이며, 어댑터에서는 Type-C 플러그가 어댑터가 허용하는 플러그와 일치하도록 표시된다.
USB 3.0은 (양방향) 레인(총 4개의 와이어로 구성된 두 개의 추가 차동 쌍, SSTx+, SSTx-, SSRx+ 및 SSRx-)을 추가하여 SuperSpeed에서 전이중 데이터 전송을 제공하여 직렬 ATA 또는 단일 레인 PCI 익스프레스와 유사하다.
1. 전원 (VBUS, 5 V)
2. 데이터− (D−)
3. 데이터+ (D+)
4. ID (온더고)
5. GND
6. SuperSpeed 송신− (SSTx−)
7. SuperSpeed 송신+ (SSTx+)
8. GND
9. SuperSpeed 수신− (SSRx−)
10. SuperSpeed 수신+ (SSRx+)

| 핀 | 이름 | 와이어 색상 | 와이어 색상 | 설명    |
| -- | ---- | ----------- | ----------- | ------- |
| 1  | VBUS | 빨강 또는   | 주황        | +5 V    |
| 2  | D−   | 하양 또는   | 금색        | 데이터− |
| 3  | D+   | 초록        | 초록        | 데이터+ |
| 4  | GND  | 검정 또는   | 파랑        | 접지    |

| 핀 | 이름 | 와이어 색상              | 설명 |
| -- | ---- | ------------------------ | --- |
| 1  | VBUS | 빨강                     | +5 V |
| 2  | D−   | 하양                     | 데이터− |
| 3  | D+   | 초록                     | 데이터+ |

USB 2 표준, 미니, 마이크로 USB 플러그 끝면, 스케일 비례 아님. 밝은 부분은 공동(cavity)을 나타낸다.

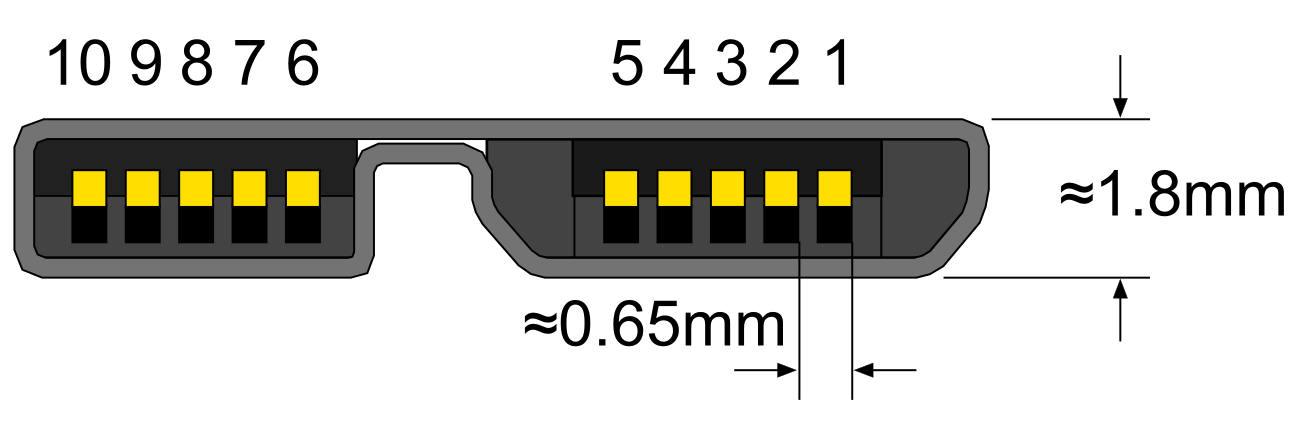
Micro-B SuperSpeed 플러그 (반전된 상태로 표시)

| 4  | ID   | 없음 (플러그에서만 사용) | 케이블이 미니 또는 마이크로-AB 리셉터클에 연결되면 ID 핀은 온더고 장치에 플러그가 케이블의 Type-A(호스트) 끝인지 Type-B(주변 장치) 끝인지를 나타내어 장치가 그에 따라 호스트 또는 주변 장치로 동작하게 한다. - Type-A 플러그 (호스트 끝): GND에 연결됨 - Type-B 플러그 (주변 장치 끝): 연결되지 않음 |
| 5  | GND  | 검정                     | 신호 접지 |

1. 1 2  일부 출처에서는 D+와 D-가 잘못 교환되어 있다.

#### 색상
| 색상 | 색상 | 색상 | 색상 | 색상 | 색상 | 색상                                      | 위치               | 설명 |
| ---- | ---- | ---- | ---- | ---- | ---- | ----------------------------------------- | ------------------ | --- |
|      |      |      |      |      |      | 흰색 (USB 표준에서 요구)                  | 리셉터클 및 플러그 | Micro‑A, Mini‑A                                                                                              |
|      |      |      |      |      |      | 검정 (USB 표준에서 요구)                  | 리셉터클 및 플러그 | Micro‑B, Mini‑B                                                                                              |
|      |      |      |      |      |      | 회색 (USB 표준에서 요구)                  | 리셉터클           | Micro‑AB, Mini‑AB                                                                                            |
|      |      |      |      |      |      | 파란색 (팬톤 300 C) (USB 표준에서 권장)   | 리셉터클 및 플러그 | Standard‑A 단자가 USB 5Gbps(USB 3.0에서 도입)를 지원하고, 10Gbps(USB 3.1에서 도입)를 지원할 수 있음을 나타냄 |
|      |      |      |      |      |      | 청록색 (USB 표준의 일부 아님)             | 리셉터클 및 플러그 | Standard‑A 또는 Standard‑B 단자가 USB SuperSpeed(+) 10Gbps(USB 3.1에서 도입)를 지원함을 나타냄               |
|      |      |      |      |      |      | 녹색 (USB 표준의 일부 아님)               | 리셉터클 및 플러그 | Type‑A 또는 Type‑B, 퀄컴 퀵 차지(QC)                                                                         |
|      |      |      |      |      |      | 보라색 (USB 표준의 일부 아님)             | 플러그만           | Type‑A 또는 Type‑C, 화웨이 슈퍼차지                                                                          |
|      |      |      |      |      |      | 노란색 또는 빨간색 (USB 표준의 일부 아님) | 리셉터클만         | 고전류 또는 슬립앤차지                                                                                       |
|      |      |      |      |      |      | 주황색 (USB 표준의 일부 아님)             | 리셉터클만         | 높은 고정력 단자, 주로 산업용 하드웨어에 사용                                                                |

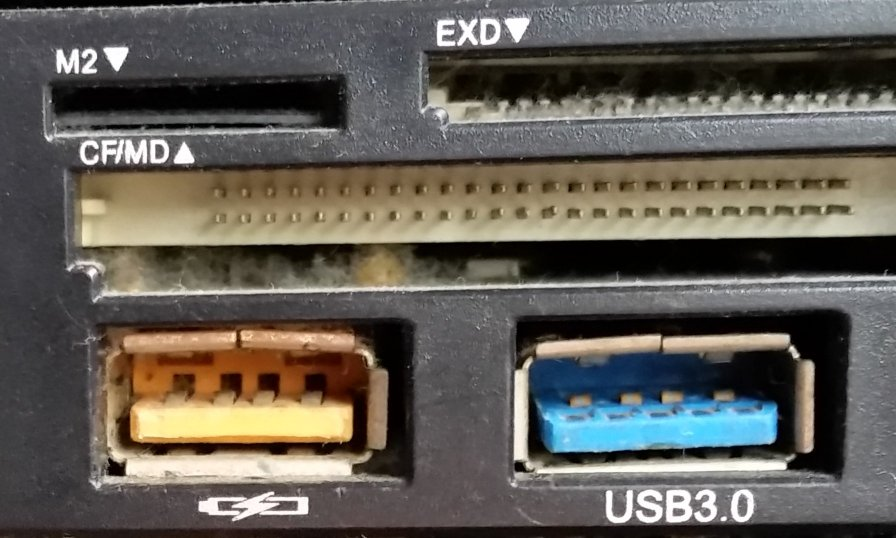
오렌지색 충전 전용 "USB" Type-A 리셉터클 및 USB 3.0 Type-A 리셉터클, 모두 거꾸로, 카드 리더가 있는 전면 패널에 있음

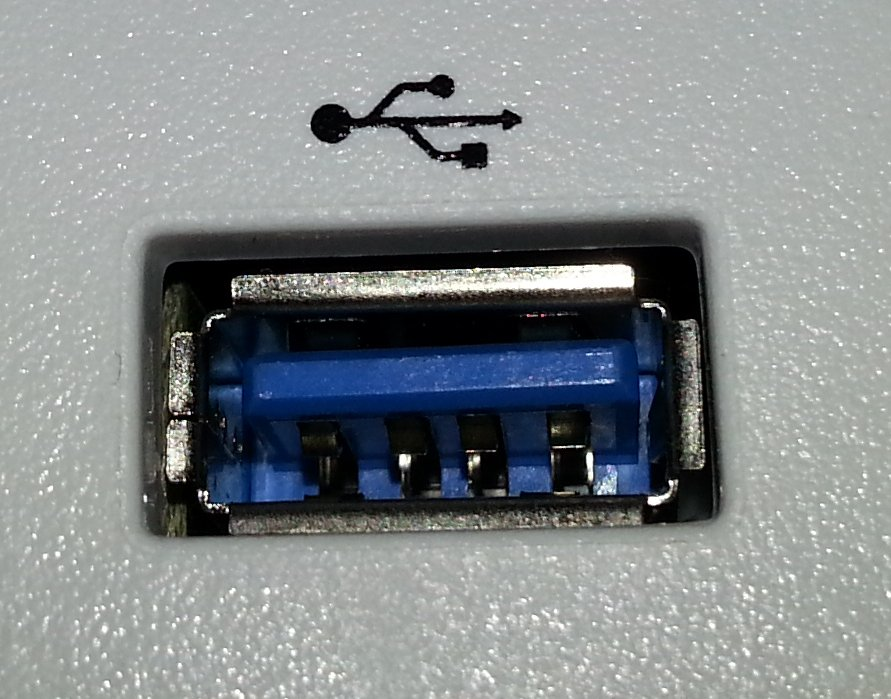
USB 3.0 접점이 없는 파란색 Standard-A USB 리셉터클

USB 포트 및 단자는 종종 다른 기능과 모드를 구별하기 위해 색상으로 구분된다. 색상 코딩은 마이크로 및 미니 단자 내부에 보이는 절연체에만 필요하다. A 단자는 흰색, B는 검정색, A 및 B 플러그를 모두 수용하는 AB 리셉터클은 회색이다. USB 3 Standard-A 단자의 경우 팬톤 300 C가 권장되며, 10Gbps 기능을 가진 단자도 포함된다. 일부 제조업체는 USB 10Gbps를 지원하는 리셉터클에 비표준 청록색을 사용하기도 한다.

### 종류
USB 단자 종류는 사양이 진행됨에 따라 늘어났다. 원래 USB 사양은 Standard-A 및 Standard-B 플러그와 리셉터클을 상세히 설명했으며, 당시에는 단순히 Type-A 및 Type-B라고 불렸다. 이후 다른 Type-A 및 Type-B 단자(먼저 미니, 그 다음 마이크로)가 추가되면서 원래 단자에는 Standard-A 및 Standard-B라는 용어가 적용되었다. A-B 구분은 호스트 및 허브만 Type-A 리셉터클을 가지고 각 주변 장치는 Type-B를 가지는 USB의 방향성 아키텍처를 강제하기 위함이다. 표준 플러그의 데이터 핀은 전원 핀에 비해 들어가 있어 데이터 도체가 연결되기 전에 전원 및 접지가 설정되고, 플러그를 뽑을 때는 그 반대이다. 일부 장치는 데이터 연결이 이루어지는 방식에 따라 다른 모드로 작동한다. 충전 독은 전원을 공급하며 호스트 장치나 데이터 핀을 포함하지 않아 모든 USB 지원 장치가 표준 USB 케이블을 통해 충전하거나 작동할 수 있다. 충전 케이블은 전원 연결은 제공하지만 데이터는 제공하지 않는다. 충전 전용 케이블에서는 데이터 와이어가 장치 끝에서 단락된다. 그렇지 않으면 장치가 충전기를 부적합하다고 거부할 수 있다.

#### 표준 단자

Standard‑A 및 Standard‑B 플러그의 핀 구성 끝면도. (두 모양 모두 부정확하다.)

- Standard-A 단자: 이 플러그는 가늘고 긴 직사각형 단면을 가지며, USB 호스트 또는 허브의 다운스트림 연결 포트(DFP)에 있는 Standard-A 리셉터클에 삽입되고 전원과 데이터를 모두 전달한다.[12][13]
- Standard-B 단자: 이 플러그는 상단 바깥쪽 모서리가 비스듬하게 잘린 거의 정사각형 단면을 가진다. 분리 가능한 케이블의 일부로, 프린터와 같은 장치의 단일 업스트림 연결 포트(UFP)에 삽입된다. 일부 장치에서는 Standard-B 리셉터클에 데이터 연결이 없으며, 전적으로 업스트림 장치로부터 전원을 공급받는 데 사용된다. 이 두 가지 단자 유형 방식(A–B)은 사용자가 실수로 루프를 생성하는 것을 방지한다.[14][15]

오버몰드 부트(단자의 취급에 사용되는 부분)의 최대 허용 단면적은 Standard-A 플러그 유형의 경우 16 by 8 mm (0.63 by 0.31 in)이고, Standard-B의 경우 11.5 by 10.5 mm (0.45 by 0.41 in)이다.

#### 미니 단자

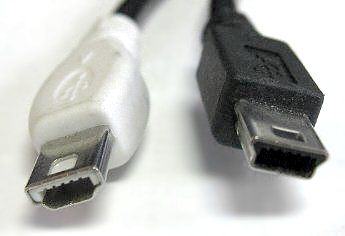
미니-A (왼쪽) 및 미니-B (오른쪽) 플러그

미니-USB 단자는 2000년 4월 USB 2.0과 함께 도입되었으며, 주로 디지털 카메라, 스마트폰, 태블릿 컴퓨터와 같은 소형 장치에 사용되었다. 미니-A 및 미니-B 플러그 모두 약 3 by 7 mm (0.12 by 0.28 in)이다.

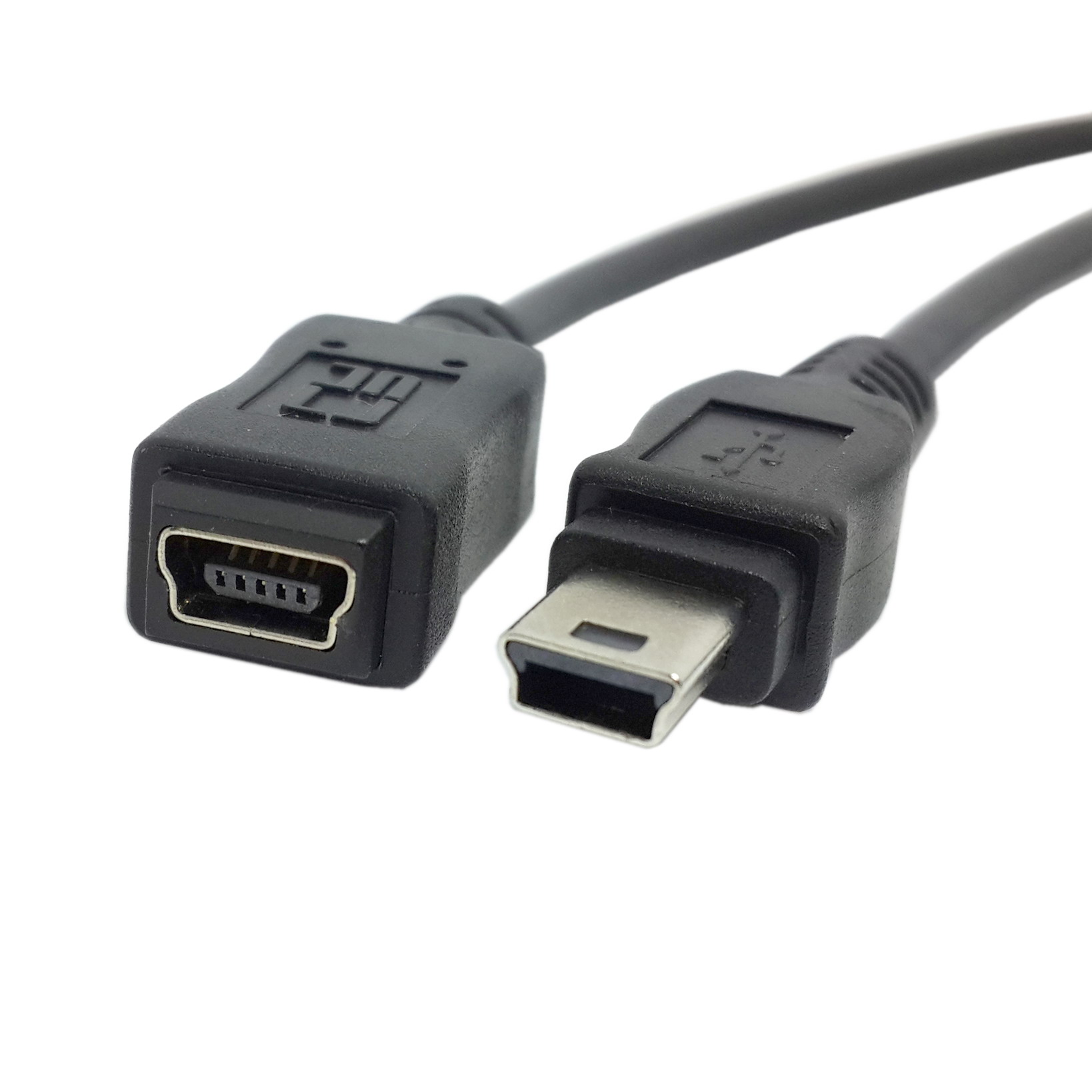
USB Mini-B 플러그 (오른쪽) 및 리셉터클 (왼쪽)

미니-A 단자와 미니-AB 리셉터클은 2007년 5월에 구식화되었으며, 이는 그 이후로 신제품에서의 사용이 금지되었음을 의미한다. 더 흔한 미니-B 단자는 여전히 허용되지만, 온더고 규격을 준수하지 않으며 인증할 수 없다. 미니-B 단자는 초기 스마트폰과 PDA로 데이터를 전송하는 데 일반적으로 사용되었으며, 플레이스테이션 포터블과 모토로라 레이저 V3(후자에서는 충전기로도 작동)를 포함한 장치에 나타난다.
미니-AB 리셉터클은 미니-A 또는 미니-B 플러그를 모두 허용하여 온더고 장치가 그에 따라 호스트(A) 또는 주변 장치(B)로 작동하게 한다.

#### 마이크로 단자
마이크로-USB 단자는 2007년 1월 4일 USB Implementers Forum에서 발표되었으며, 미니-USB와 비슷한 너비를 가지지만 두께는 약 절반이어서 더 얇은 휴대용 장치에 통합할 수 있다. 마이크로-A 플러그는 6.85 by 1.80 mm (0.270 by 0.071 in)이며 최대 플러그 본체 크기는 11.7 by 8.5 mm (0.46 by 0.33 in)이고, 마이크로-B 플러그는 같은 높이와 너비를 가지며 약간 더 작은 최대 플러그 본체 크기인 10.6 by 8.5 mm (0.42 by 0.33 in)이다.
더 얇은 마이크로-USB 단자는 2007년 5월부터 2014년 후반까지 제조된 스마트폰, 개인 정보 단말기, 카메라를 포함한 장치에서 미니 단자를 대체하기 위한 것이었다.

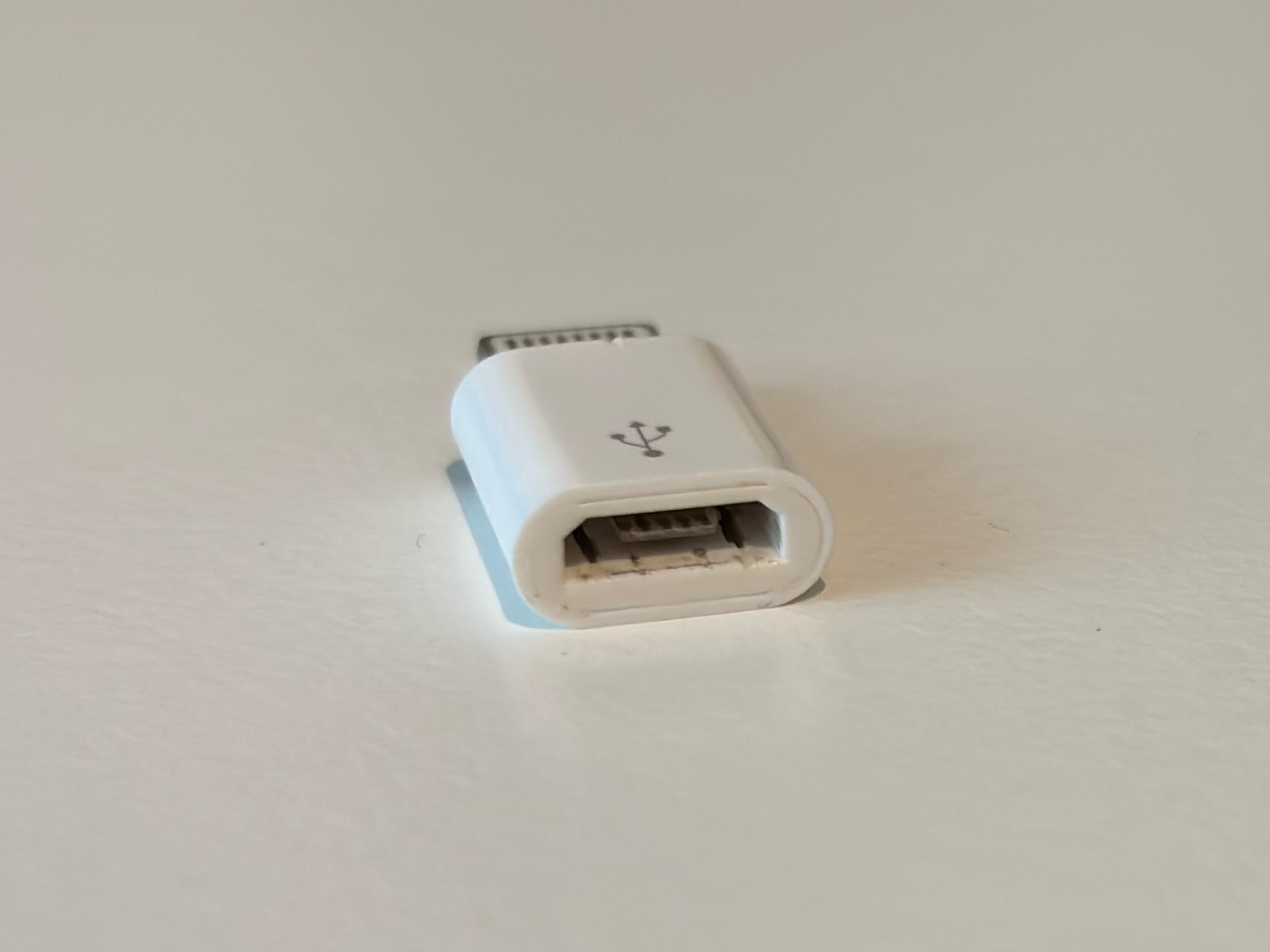
Micro‑B 리셉터클과 라이트닝 플러그가 있는 어댑터

마이크로 플러그 설계는 최소 10,000회의 연결-분리 주기를 위해 정격화되었으며, 이는 미니 플러그 설계보다 많다. 마이크로 단자는 또한 장치의 기계적 마모를 줄이도록 설계되었다. 대신, 교체하기 쉬운 케이블이 연결 및 분리의 기계적 마모를 더 많이 견디도록 설계되었다. Universal Serial Bus Micro-USB Cables and Connectors Specification은 Micro-A 플러그, Micro-AB 리셉터클(Micro-A 및 Micro-B 플러그를 모두 허용), Micro-B 플러그 및 리셉터클의 기계적 특성을 상세히 설명하며, Standard-A 리셉터클과 Micro-A 플러그가 있는 허용된 어댑터(예: 카메라를 데스크톱 프린터에 연결된 기존 Standard-A–B 케이블에 연결하는 데 사용)도 포함한다.
USB-C 플러그(아래 참조)가 도입되었음에도 불구하고, 마이크로-B 플러그는 특정(종종 저렴한) 하드웨어에 계속 장착된다.

##### OMTP 표준
마이크로-USB는 2007년 이동통신사 그룹인 오픈 모바일 터미널 플랫폼 (OMTP)에 의해 모바일 장치에서 데이터 및 전원 공급을 위한 표준 단자로 승인되었다.
마이크로-USB는 2009년 10월 국제전기통신연합 (ITU)에 의해 "범용 충전 솔루션"으로 채택되었다.
유럽에서는 마이크로-USB가 EU에서 판매되는 스마트폰에 사용되는 정의된 common external power supply (EPS)가 되었으며, 세계 14대 휴대폰 제조업체가 EU의 공동 EPS 양해각서(MoU)에 서명했다. 원래 MoU 서명자 중 하나인 Apple은 공동 EPS MoU에서 허용하는 대로 iPhone용 마이크로-USB 어댑터를 제공하며, 이는 애플의 독점 30핀 독 단자 및 이후 라이트닝 단자가 장착된 아이폰에 해당한다. 이는 CEN, CENELEC, 및 ETSI에 따르다.

#### USB 3.x 단자 및 하위 호환성

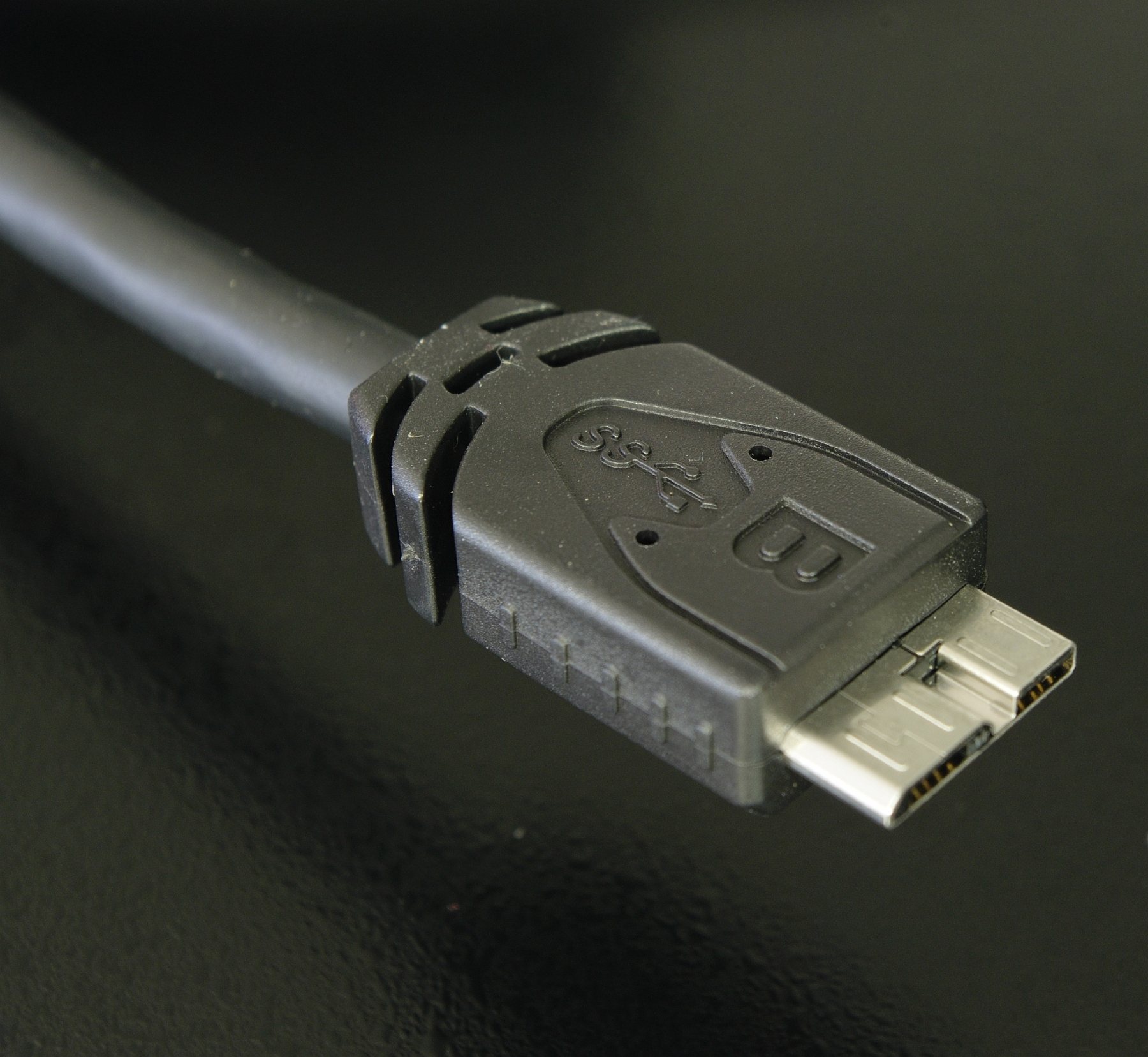
USB 3.0 (SuperSpeed로 판매됨) Micro-B 플러그

USB 3.0은 Standard 및 Micro 모두에서 SuperSpeed 플러그 및 리셉터클을 도입했다. 모든 3.0 SuperSpeed 리셉터클(Standard-A, Standard-B, Micro-B, Micro-AB)은 해당 구형 3.0 이전 플러그와 하위 호환된다. 또한 Standard-A SuperSpeed 플러그는 SuperSpeed 이전 Standard-A 리셉터클에 맞는다. (다른 모든 SuperSpeed 플러그는 SuperSpeed 이전 리셉터클에 연결할 수 없다.)
장치에 SuperSpeed 링크가 있으려면 장치 간의 모든 단자가 Type-C 또는 SuperSpeed여야 한다.
USB-C 이전의 모든 USB 케이블은 한쪽 끝에 A 플러그, 다른 쪽 끝에 B 플러그가 있었다(운영 체제 디버깅 및 기타 호스트-호스트 연결 애플리케이션을 위한 특정 도체가 생략된 특별한 A-A 구성은 드문 예외). USB-C-레거시 케이블에서 Type-C 플러그는 반대쪽 끝의 단자에 보완적인 역할을 하도록 전기적으로 표시된다. 즉, 레거시 플러그가 Type-A인 경우 Type-C 플러그는 B로 표시되고, 레거시 플러그가 Type-B인 경우 Type-C는 A로 표시된다. 최신 C-C 케이블이 사용될 때, 연결된 두 장치는 어떤 장치가 어떤 역할을 맡을지 결정하기 위해 통신한다.

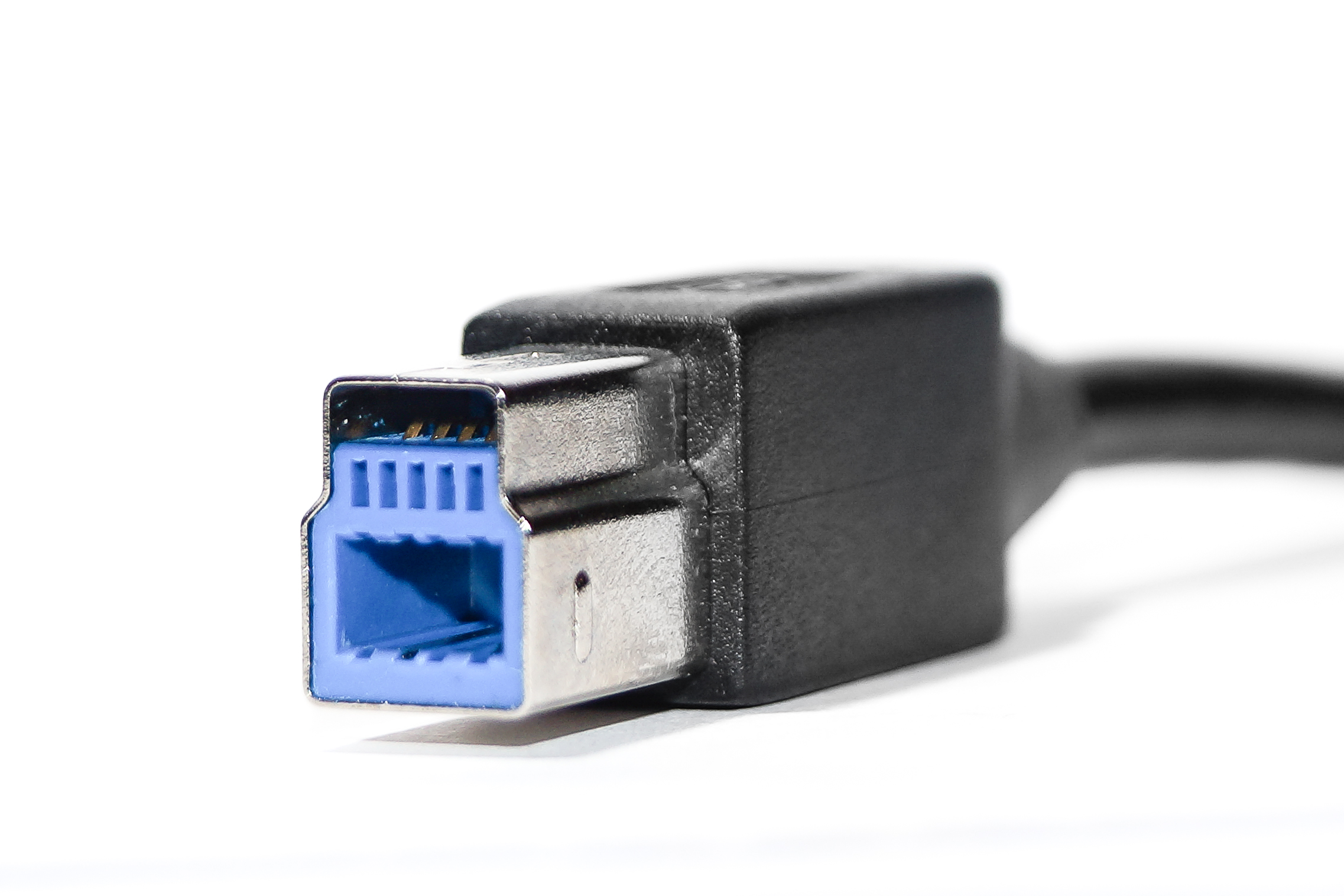
USB 3.0 (SuperSpeed로 판매됨) Standard-B 플러그

#### USB 온더고 단자
USB-C 이전에는 USB 온더고 (OTG)가 필요에 따라 플러그 유형에 따라 호스트 또는 주변 장치 역할을 수행할 수 있는 장치 개념을 도입했다. OTG 장치는 하나의 USB 단자, 즉 마이크로-AB 리셉터클 또는 (마이크로-USB 이전에는) 미니-AB 리셉터클을 가져야 했다.
마이크로-AB 리셉터클은 마이크로-USB 사양 개정 1.01에 정의된 모든 허용된 케이블 및 어댑터의 마이크로-A 또는 마이크로-B 플러그를 수용할 수 있다.
Type-AB 리셉터클은 A 또는 B 플러그를 부착할 수 있으므로, 각 해당 A 및 B 플러그 설계에는 ID 접점이 있어 플러그가 케이블의 A 끝인지 B 끝인지를 전기적으로 나타낸다. A 플러그에서는 ID 접점이 GND에 연결되고, B 플러그에서는 연결되지 않는다. 일반적으로 장치 내부의 풀업 저항이 GND 연결의 유무를 감지하는 데 사용된다.
A 플러그가 삽입된 OTG 장치는 A 장치라고 불리며, 필요할 때 USB 인터페이스에 전원을 공급하는 역할을 담당하며, 기본적으로 호스트 역할을 수행한다. B 플러그가 삽입된 OTG 장치는 B 장치라고 불리며, 기본적으로 주변 장치 역할을 수행한다. 온더고 장치의 애플리케이션이 호스트 역할을 필요로 하는 경우, 호스트 협상 프로토콜(HNP)을 사용하여 호스트 역할을 OTG 장치로 일시적으로 전송한다.

#### USB-C

USB-C 플러그

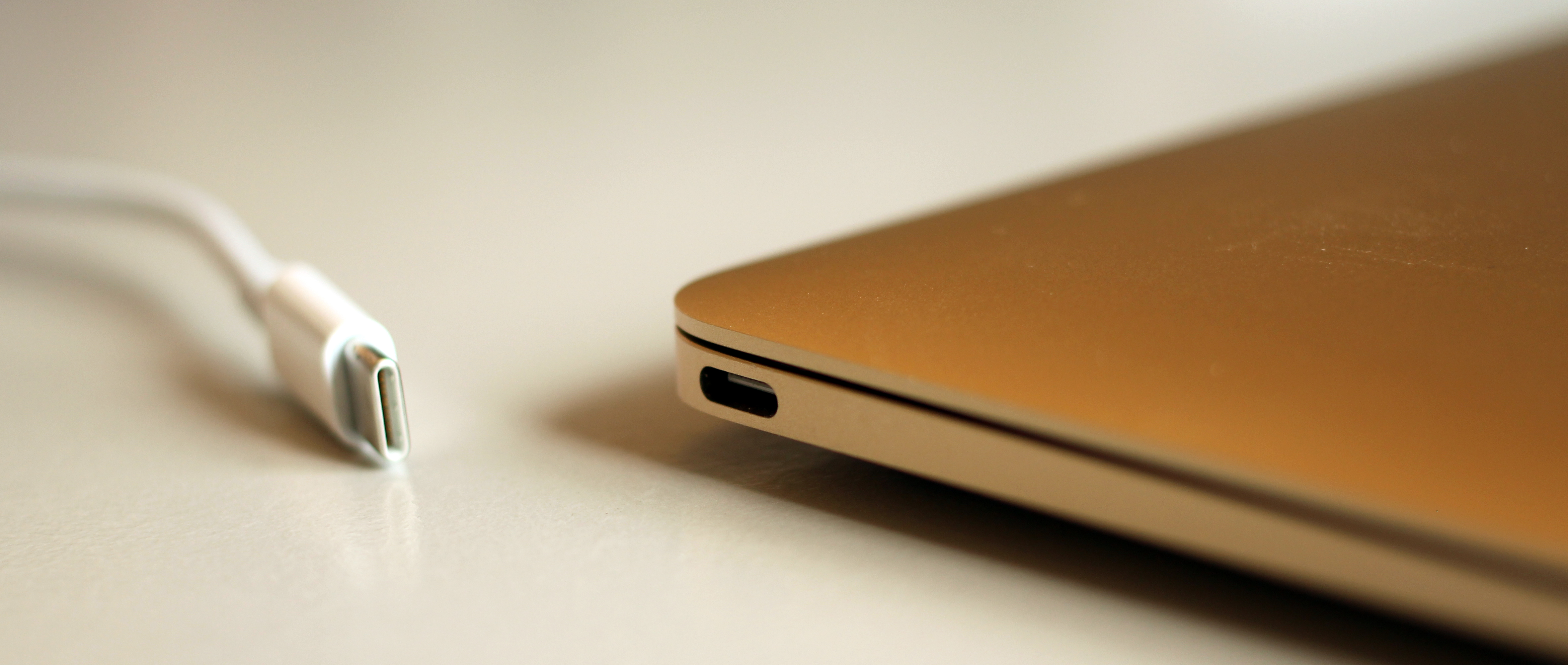
USB‑C 플러그가 있는 케이블 및 노트북 컴퓨터의 USB-C 포트

USB-C 단자는 2025년부터 모든 이전 USB 단자, 미니 디스플레이포트 단자 및 라이트닝 단자를 대체한다. 모든 USB 프로토콜 및 선더볼트 (3 이상), 디스플레이포트 (1.2 이상) 등에 사용된다. USB 3.1 사양과 거의 동시에 개발되었지만, 이와는 별개로 USB-C 사양 1.0은 2014년 8월에 최종 확정되었으며, 모든 USB 및 일부 다른 장치용으로 새로운 소형 양방향 단자를 정의했다. USB-C 플러그는 호스트 및 주변 장치뿐만 아니라 충전기 및 전원 공급 장치에도 연결되며, 이전 모든 USB 단자를 미래에 대비한 표준으로 대체한다.
24핀 양면 단자는 4개의 전원-접지 쌍, USB 2.0 데이터용 두 개의 차동 쌍(USB-C 케이블에는 한 쌍만 구현됨), SuperSpeed 데이터 버스용 4개의 쌍(USB 3.1 모드에는 두 쌍만 사용됨), 두 개의 "사이드밴드 사용" 핀, 액티브 케이블용 VCONN +5V 전원, 그리고 케이블 방향 감지 및 전용 biphase mark code (BMC) 구성 데이터 채널(CC)용 구성 핀을 제공한다. 구형 호스트 및 장치가 USB-C 호스트 및 장치에 연결하려면 Type-A 및 Type-B 어댑터와 케이블이 필요하다. USB-C 리셉터클이 있는 어댑터 및 케이블은 허용되지 않는다.
완전 기능 USB 케이블은 USB 2.0, USB 3.2 및 USB4 데이터 작동을 지원하는 Type-C-to-Type-C 케이블이며, 완전 기능 Type-C 리셉터클도 동일한 전체 프로토콜 세트를 지원한다. 완전한 와이어 세트가 포함되어 있으며 전자적으로 표시된다(E-marked): USB Power Delivery Discover Identity 명령(구성 데이터 채널(CC)을 통해 전송되는 일종의 공급업체 정의 메시지(VDM))에 응답하는 E-마커 칩이 포함되어 있다. 이 명령을 사용하여 케이블은 현재 용량, 최대 속도 및 기타 매개변수를 보고한다.(§4.9) 완전 기능 USB Type-C 장치는 다중 레인 작동(USB 3.2 Gen 1×2, USB 3.2 Gen 2×2, USB4 2×2, USB4 3×2, USB Gen 4 비대칭)을 위한 기계적 전제 조건이다.

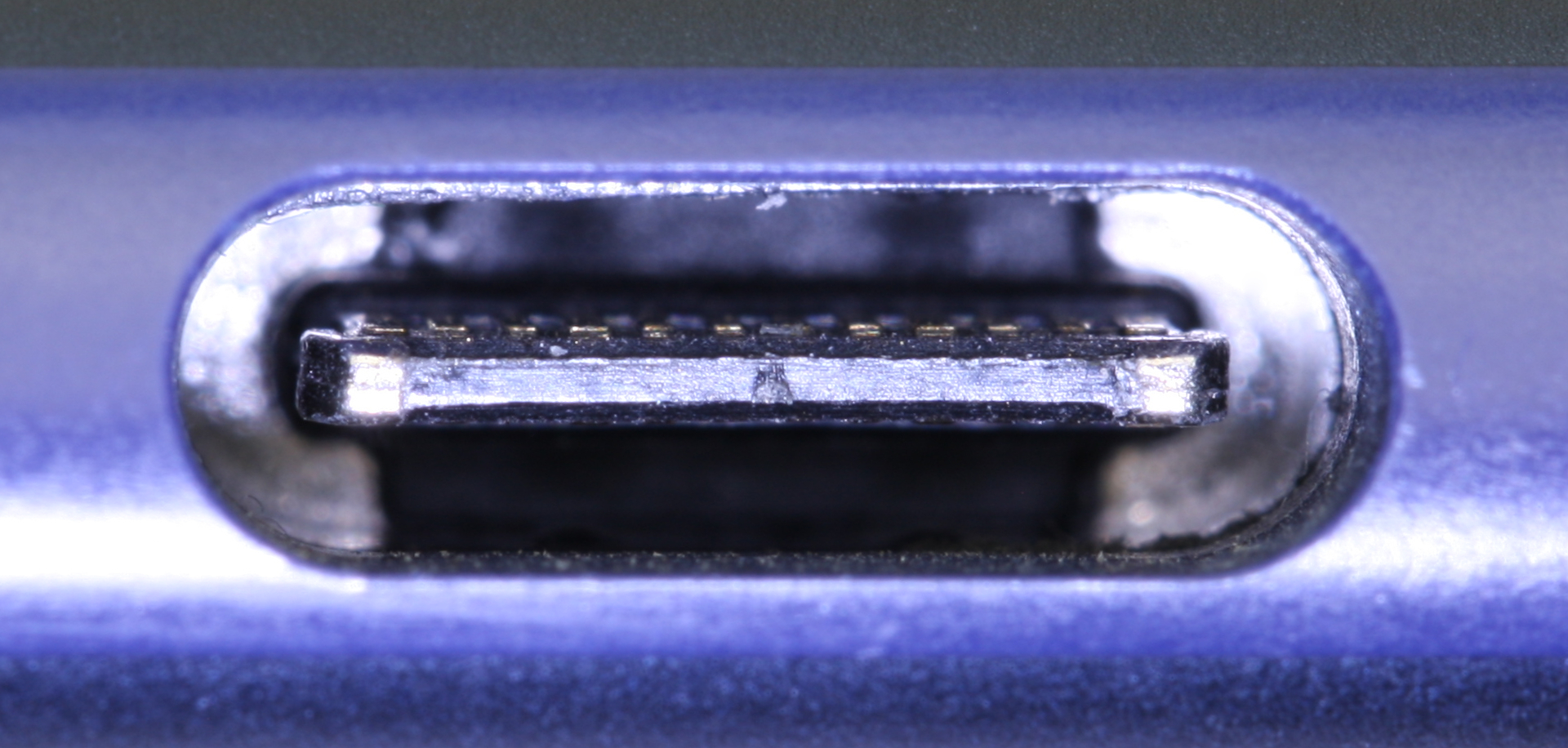
휴대폰의 USB-C 포트

USB-C 장치는 기준 900 mA 외에도 5 V 전원 버스에서 1.5 A 및 3.0 A의 전원 전류를 지원한다. 이러한 높은 전류는 구성 라인을 통해 협상할 수 있다. 장치는 BMC 코드 구성 라인과 기존 BFSK 코드 VBUS 라인을 모두 사용하여 완전한 전력 공급 사양을 사용할 수도 있다.(§4.6.2.1)

### 호환성
Type-C 플러그 사양 이전에 거의 모든 USB 케이블은 한쪽 끝에 Type-A 플러그가 있고 다른 쪽 끝에 Type-B 플러그가 있었다. Type-A 플러그는 호스트의 DFP에 직접 연결되거나, 허브의 DFP에 연결되어 다시 직접 또는 간접적으로 호스트에 연결되는 방식으로만 업스트림에 연결된다. Type-B 플러그는 주변 장치의 단일 UFP에 직접 연결되거나, 추가 허브 및 주변 장치를 연결할 수 있는 허브의 UFP에 연결되는 방식으로만 다운스트림에 연결된다. 온더고 장치는 단일 Type-AB 포트(마이크로-AB 또는 미니-AB)를 가지며 연결된 플러그에 따라 두 가지 역할 중 하나를 수행한다. Type-C–레거시 케이블에서 Type-C 플러그는 반대쪽 끝의 플러그를 보완하도록 전자적으로 표시된다. 즉, 레거시 플러그가 Type-A인 경우 Type-C 플러그는 B로 표시되고, 레거시 플러그가 Type-B인 경우 Type-C는 A로 표시된다. Type-C 리셉터클이 있는 장치는 두 역할 중 하나를 수행할 수 있거나 하나만 수행할 수 있다. A 또는 B로 표시된 Type-C 플러그가 필요한 역할을 수행할 수 없는 장치에 연결되면 통신이 이루어지지 않는다. 두 장치가 각각 두 역할을 모두 수행할 수 있는 경우 Type-C–Type-C 케이블을 통해 연결되면 어떤 장치가 A 장치이고 어떤 장치가 B 장치인지 결정하기 위한 협상이 이루어진다.
모든 단자는 이전 단자가 지원하는 프로토콜을 지원하며, Type-C는 설계상 다른 모든 USB 단자를 불필요하게 만든다.
| 플러그 | 플러그                    | 플러그                    | 플러그             | 호환되는 리셉터클  | 호환되는 리셉터클  | 호환되는 리셉터클  | 호환되는 리셉터클  |
| ------ | ------------------------- | ------------------------- | ------------------ | ------------------ | ------------------ | ------------------ | ------------------ |
| 현재   | USB4 2.0 / USB4 / USB 3.2 | USB4 2.0 / USB4 / USB 3.2 | Type‑C             | Type‑C             | Type‑C             | Type‑C             | Type‑C             |
| 레거시 | USB 3.x                   | 호스트 (Type‑A)           | USB 3.0 Standard‑A | USB 3.0 Standard‑A | USB 3.0 Standard‑A | USB 2.0 Standard‑A | USB 2.0 Standard‑A |
| 레거시 | USB 3.x                   | 호스트 (Type‑A)           | USB 3.0 Micro‑A    | USB 3.0 Micro‑AB   | USB 3.0 Micro‑AB   | USB 3.0 Micro‑AB   | USB 3.0 Micro‑AB   |
| 레거시 | USB 3.x                   | 주변기기 (Type‑B)         | USB 3.0 Standard‑B | USB 3.0 Standard‑B | USB 3.0 Standard‑B | USB 3.0 Standard‑B | USB 3.0 Standard‑B |
| 레거시 | USB 3.x                   | 주변기기 (Type‑B)         | USB 3.0 Micro‑B    | USB 3.0 Micro‑AB   | USB 3.0 Micro‑AB   | USB 3.0 Micro‑B    | USB 3.0 Micro‑B    |
| 레거시 | USB 2.0 및 이전           | 호스트 (Type‑A)           | USB 2.0 Standard‑A | USB 3.0 Standard‑A | USB 3.0 Standard‑A | USB 2.0 Standard‑A | USB 2.0 Standard‑A |
| 레거시 | USB 2.0 및 이전           | 호스트 (Type‑A)           | USB 2.0 Micro‑A    | USB 3.0 Micro‑AB   | USB 3.0 Micro‑AB   | USB 2.0 Micro‑AB   | USB 2.0 Micro‑AB   |
| 레거시 | USB 2.0 및 이전           | 호스트 (Type‑A)           | 미니‑A             | 미니‑AB            | 미니‑AB            | 미니‑A             | 미니‑A             |
| 레거시 | USB 2.0 및 이전           | 주변기기 (Type‑B)         | USB 2.0 Standard‑B | USB 3.0 Standard‑B | USB 3.0 Standard‑B | USB 2.0 Standard‑B | USB 2.0 Standard‑B |
| 레거시 | USB 2.0 및 이전           | 주변기기 (Type‑B)         | USB 2.0 Micro‑B    | USB 3.0 Micro‑AB   | USB 3.0 Micro‑B    | USB 2.0 Micro‑AB   | USB 2.0 Micro‑B    |
| 레거시 | USB 2.0 및 이전           | 주변기기 (Type‑B)         | 미니‑B             | 미니‑AB            | 미니‑AB            | 미니‑B             | 미니‑B             |

비고:
1. ↑  USB4 2.0: 각 방향 최대 80 Gbit/s 또는 한 방향 120 Gbit/s, 다른 방향 40 Gbit/s
2. ↑  USB 3.x: 20, 10 또는 5 Gbit/s, USB 2.0: 480, 12 또는 1.2 Mbit/s
3. ↑  선더볼트 3 이상에도 표준. 디스플레이포트 대체 모드도 지원.
4. ↑  USB 3.x (단일 레인만): 10 또는 5 Gbit/s, USB 2.0: 480, 12 또는 1.2 Mbit/s
5. 1 2 3 4 5 6  호환 가능, USB 2.0 기능으로 제한됨
6. 1 2  USB 2.0: 480, 12 또는 1.2 Mbit/s
7. 1 2  마이크로-A 전용 리셉터클은 없다.
8. 1 2 3 4 5  Type-AB 리셉터클이 있는 장치는 Type-A 및 Type-B 플러그를 모두 허용하며, 연결된 플러그에 따라 호스트 또는 주변 장치로 기능한다. 케이블의 Type-A 플러그가 연결되면 Type-AB 리셉터클이 있는 장치는 호스트로 기능하고, Type-B 플러그 끝이 연결되면 주변 장치로 기능한다.
9. 1 2 3 4  구식화됨.

| A 끝의 플러그 (호스트) B 끝의 플러그 (주변기기) | A 끝의 플러그 (호스트) B 끝의 플러그 (주변기기) | 현재                                                                      | 레거시                           | 레거시                           | 레거시                           | 레거시                           | 구식화됨 |
| A 끝의 플러그 (호스트) B 끝의 플러그 (주변기기) | A 끝의 플러그 (호스트) B 끝의 플러그 (주변기기) | Type-C                                                                    | USB 3.0 Standard‑A               | USB 3.0 Micro‑A                  | USB 2.0 Standard‑A               | USB 2.0 Micro‑A                  | 미니‑A   |
| ----------------------------------------------- | ----------------------------------------------- | ------------------------------------------------------------------------- | -------------------------------- | -------------------------------- | -------------------------------- | -------------------------------- | -------- |
| 현재                                            | Type‑C                                          | 최대 80 Gbit/s, 또는 120 Gbit/s 한 방향, 다른 방향 40 Gbit/s (USB4 Gen 4) | 최대 10 Gbit/s (USB 3.2 Gen 2×1) | 금지됨                           | 최대 480 Mbit/s 반이중 (USB 2.0) | 금지됨                           | 금지됨   |
| 레거시                                          | USB 3.0 Standard‑B                              | 최대 10 Gbit/s (USB 3.2 Gen 2×1)                                          | 최대 10 Gbit/s (USB 3.2 Gen 2×1) | 최대 10 Gbit/s (USB 3.2 Gen 2×1) | 빈칸                             | 빈칸                             | 빈칸     |
| 레거시                                          | USB 3.0 Micro‑B                                 | 최대 10 Gbit/s (USB 3.2 Gen 2×1)                                          | 최대 10 Gbit/s (USB 3.2 Gen 2×1) | 최대 10 Gbit/s (USB 3.2 Gen 2×1) | 빈칸                             | 빈칸                             | 빈칸     |
| 레거시                                          | USB 2.0 Standard‑B                              | 최대 480 Mbit/s 반이중 (USB 2.0)                                          | 빈칸                             | 빈칸                             | 최대 480 Mbit/s 반이중 (USB 2.0) | 금지됨                           | 금지됨   |
| 레거시                                          | USB 2.0 Micro‑B                                 | 최대 480 Mbit/s 반이중 (USB 2.0)                                          | 빈칸                             | 빈칸                             | 최대 480 Mbit/s 반이중 (USB 2.0) | 최대 480 Mbit/s 반이중 (USB 2.0) | 금지됨   |
| 레거시                                          | 미니‑B                                          | 최대 480 Mbit/s 반이중 (USB 2.0)                                          | 빈칸                             | 빈칸                             | 최대 480 Mbit/s 반이중 (USB 2.0) | 금지됨                           | 금지됨   |

1. 1 2   모든 레거시 USB 케이블은 A 끝과 B 끝을 가지지만, 운영 체제 디버깅 및 기타 호스트-호스트 연결 애플리케이션을 위한 단 하나의 특별한 Type‑A–Type‑A 케이블 유형은 예외이다. 이 케이블은 양쪽 끝에 USB 3.0 Standard‑A 플러그가 있지만, 전원(VBUS)이나 USB 2 및 USB 1의 레거시 데이터 채널(D−, D+)에 대한 연결은 없다.[2]
[43] 이 예외는 안전하지만 일반적인 응용 프로그램은 없다. 또한 A-대-A 조립품(예: Easy Transfer Cable)도 유효하지만, 이는 단순히 케이블이 아니라 능동적인 주변 장치이다. USB 용어로는 이러한 제품은 두 개의 주변 장치로, 각각 "케이블"이 연결된 호스트 중 하나에 의해 인식된다.
2. 1 2  일부 장치, 예를 들어 일부 스마트폰은 USB 호스트로만 작동할 수 있도록 잘못 설계되었지만, 잘못되게도 -AB 리셉터클 대신 Micro‑B 또는 Mini‑B 리셉터클을 가지고 있다. 이러한 결함 있는 장치에 주변 장치를 연결하기 위한 비표준 케이블이 존재한다. 이러한 케이블은 한쪽 끝에 적절한 Type‑B 플러그가 있고 다른 쪽 끝에는 전기적으로 Type‑A로 표시되지만 기계적으로는 Type‑B인 플러그가 있어 삽입을 허용하고 이러한 결함 있는 장치가 호스트 역할을 맡게 한다. Type‑B 리셉터클을 올바르게 가진 유효한 장치에 연결될 경우 모든 Type‑B 포트는 기본적으로 전원이 공급되지 않으므로 손상될 가능성은 낮지만, 통신은 이루어지지 않는다.[41]
3. 1 2 3  Type‑C 플러그와 Type‑AB 리셉터클(예: 마이크로 또는 미니)에 맞는 플러그가 있는 케이블은 케이블의 방향성이 불분명하고 그 방향성이 연결된 장치가 호스트 또는 주변 장치 역할을 맡을지 결정한다는 점에서 혼란스러울 수 있다. 이 문제를 피하기 위해 Type‑C 단자는 항상 이러한 케이블의 A 끝이며 다른 끝은 Micro‑B 또는 Mini‑B이다. Type‑C–Micro‑A 및 Type‑C–Mini‑A 케이블은 금지된다.
4. 1 2 3 4 5 6   USB 표준은 Type‑A와 Type‑B 플러그의 모든 조합을 가진 케이블을 허용하지 않으며, 비표준 케이블은 USB 로고로 인증되거나 표시될 수 없다. 그러나 비표준 플러그 조합을 가진 케이블도 존재한다. 한쪽 끝이 Type‑A이고 다른 끝이 Type‑B(즉, 한 플러그가 Type‑A 유형 또는 Type‑C이고 다른 플러그가 Type‑B 유형 또는 Type‑C)인 경우 케이블은 기능할 수 있다.
5. 1 2   Standard‑B 또는 Mini‑B 포트가 있는 주변 장치를 온더고 호스트에 직접 연결하는 표준 케이블은 없다. 대신 Standard‑A 플러그가 있는 케이블이 사용되며, Standard‑A 플러그는 온더고 호스트의 Micro‑AB 리셉터클에 연결되는 (특별히 허용된) 어댑터에 연결된다.

두 개의 플러그로 구성된 위 케이블 어셈블리 외에도 세 가지 어댑터 어셈블리에서 리셉터클이 허용된다:
- USB-C 이전을 위한 두 가지 레거시 어댑터 어셈블리:
  - USB 3.1 Standard-A 리셉터클-Type-C 플러그, 레거시 Standard-A 플러그를 최신 Type-C 리셉터클에 연결하기 위함[44]
  - USB 2.0 Micro-B 리셉터클-Type-C 플러그, 레거시 Micro-B 플러그를 최신 Type-C 리셉터클에 연결하기 위함[44]
- USB-C 이전의 오래된 어댑터(자체적으로 레거시로 지정됨): Standard-A 리셉터클-Micro-A 플러그, 카메라 또는 스마트폰과 같은 소형 온더고 장치에 프린터 및 대용량 저장 장치와 같은 주변 장치를 연결하기 위한 Standard-A 포트를 제공한다. 즉, Standard-A 플러그를 Micro-AB 리셉터클에 연결하기 위함이다.[11][10] (Type-C를 제외한 모든 USB 단자는 2014년에 레거시로 지정되었다.[44])

| 플러그 레거시 리셉터클 | 현재                                                                                          | 레거시                                                                   |
| 플러그 레거시 리셉터클 | Type‑C                                                                                        | USB 2.0 Micro‑A[c]                                                       |
| ---------------------- | --------------------------------------------------------------------------------------------- | ------------------------------------------------------------------------ |
| USB 3.0 Standard‑A[b]  | 최대 10 Gbit/s (USB 3.2 Gen 2×1) 레거시 주변 장치를 Type‑C 호스트에 연결하기 위함             | 빈칸                                                                     |
| USB 2.0 Micro‑B        | 최대 480 Mbit/s 반이중 (USB 2.0) 레거시 충전기 또는 호스트를 Type‑C 주변 장치에 연결하기 위함 | 빈칸                                                                     |
| USB 2.0 Standard‑A     | 빈칸                                                                                          | 최대 480 Mbit/s 반이중 (USB 2.0) 주변 장치를 온더고 장치에 연결하기 위함 |

### 독점 단자 및 형식
개인 전자 장치 제조업체는 기술적 또는 마케팅상의 이유로 자사 제품에 USB 표준 단자를 포함하지 않을 수 있다. 예를 들어, Olympus는 한쪽 끝에 특별한 접점이 있는 CB-USB8이라는 특수 케이블을 사용해왔다. 일부 제조업체는 Apple의 라이트닝 케이블과 같이 자사 장치가 USB 표준 포트에 물리적으로 연결될 수 있도록 독점 케이블을 제공한다. 독점 포트 및 케이블과 USB 표준 포트의 완전한 기능 호환성은 보장되지 않는다. 예를 들어, 일부 장치는 배터리 충전에만 USB 연결을 사용하고 데이터 전송 기능은 구현하지 않는다.

## 케이블링

USB 연선, 데이터+와 데이터- 도체가 이중 나선으로 꼬여 있다. 전선은 추가적인 차폐층으로 둘러싸여 있다.

저속, 전속, 고속에서 사용되는 D± 신호는 잡음과 누화를 줄이기 위해 연선 (일반적으로 비차폐)을 통해 전달된다. SuperSpeed는 별도의 송신 및 수신 차동 쌍을 사용하며, 이는 추가적으로 차폐를 필요로 한다 (일반적으로 차폐 연선이지만 트위낙스도 사양에 언급되어 있다). 따라서 SuperSpeed 데이터 전송을 지원하기 위해 케이블은 두 배의 와이어를 포함하며 직경이 더 커진다.
USB 1.1 표준은 표준 케이블의 최대 길이가 풀 스피드(12 Mbit/s)로 작동하는 장치에서는 5 미터 (16 ft 5 in)이고, 로우 스피드(1.5 Mbit/s)로 작동하는 장치에서는 최대 3 미터 (9 ft 10 in)라고 명시한다.
USB 2.0은 고속(480 Mbit/s)으로 작동하는 장치에 대해 최대 케이블 길이 5 미터 (16 ft 5 in)를 제공한다. 이 제한의 주된 이유는 약 1.5 μs의 최대 허용 왕복 지연 때문이다. USB 호스트 명령이 허용된 시간 내에 USB 장치에 의해 응답되지 않으면 호스트는 명령이 손실된 것으로 간주한다. USB 장치 응답 시간, 최대 허브 수의 지연 및 연결 케이블의 지연을 추가하면 케이블당 최대 허용 지연은 26 ns에 달한다. USB 2.0 사양은 케이블 지연이 5.2 ns/m (1.6 ns/ft, 192000 km/s) 미만이어야 한다고 요구하며, 이는 표준 구리선으로 달성할 수 있는 최대 전송 속도에 가깝다.
USB 3.0 표준은 최대 케이블 길이를 직접 명시하지 않고, 모든 케이블이 전기적 사양을 충족해야 한다고만 요구한다. AWG 26 와이어를 사용하는 구리 케이블링의 경우 최대 실제 길이는 3 미터 (9 ft 10 in)이다.

## 전원
다운스트림 USB 단자는 V_BUS 핀을 통해 공칭 5 V DC 전원을 업스트림 USB 장치에 공급한다.

### 전압 허용 오차 및 제한
업스트림 (또는 호스트) 단자의 V_BUS 허용 오차는 원래 ±5% (즉, 4.75V ~ 5.25V 범위)였다. 2014년 USB Type-C 사양 출시와 3A 전력 용량으로 인해 USB Implementers Forum은 더 높은 전류에서 전압 드룹에 대처하기 위해 상한 전압을 5.5V로 늘리기로 결정했다. USB 2.0 사양 (따라서 암묵적으로 USB 3.x 사양도)은 그 당시 이 변경 사항을 반영하도록 업데이트되었다. USB 사양에 대한 여러 확장은 V_BUS 전압의 최대 허용치를 점진적으로 더 증가시켰다: USB BC 1.2에서 6.0V로 시작하여, USB PD 2.0에서 21.5V, 그리고 USB PD 3.1에서 50.9V로 증가했으며, 여전히 5V 이상으로 공칭 전압을 높이기 전에 다양한 형태의 핸드셰이크를 요구하여 USB 2.0과의 하위 호환성을 유지한다.
USB PD는 양방향 5% 허용 오차를 계속 사용하며, 허용 전압은 PDO ±5%이다 (예: 9.0V PDO의 경우 최소 및 최대 한계는 각각 8.55V 및 9.45V). 더 높은 (또는 낮은) 전압으로 변경할 때 ±0.5V를 초과하지 않는 오버슈트 (또는 언더슈트)는 최대 275msec 동안 허용된다.
업스트림 호스트(전원 공급)와 다운스트림 장치(전원 소비) 사이의 단자, 허브, 케이블 체인 내의 여러 위치에서 여러 최소 허용 전압이 정의된다. 전압 강하를 고려하기 위해 USB 2.0은 저전력 장치의 경우 호스트 포트, 허브 포트 및 장치에서 전압이 각각 최소 4.75V, 4.4V, 4.35V여야 한다고 명시하지만, 고전력 장치의 경우 모든 위치에서 최소 4.75V여야 한다(단, 고전력 장치는 저전력 업스트림 포트에 연결될 경우 감지 및 열거될 수 있도록 저전력 장치로 작동해야 한다). USB 3.x 사양은 모든 장치가 장치 포트에서 4.00V까지 작동해야 한다고 요구한다.
USB 2.0 및 USB 3.2와 달리 USB4는 자체 VBUS 기반 전원 모델을 정의하지 않는다. USB4 작동을 위한 전원은 USB Type-C 사양 및 USB PD 사양에 정의된 대로 설정 및 관리된다.
1. ↑  Low-power devices are those which draw less than 1 unit load. 1 unit load is 100 mA for USB 2.0
2. ↑  High-power devices in USB 2.0 are those that draw more than one unit load (up to a maximum of 5 unit loads). 1 unit load is 100 mA.

### 허용 전류 소모
| 사양                                         | 전류 (최대) | 전압 | 전력 (최대) |
| -------------------------------------------- | ----------- | ---- | ----------- |
| 저전력 장치                                  | 100 mA      | 5 V  | 0.50 W      |
| 저전력 SuperSpeed (USB 3.0) 장치             | 150 mA      | 5 V  | 0.75 W      |
| 고전력 장치                                  | 500 mA      | 5 V  | 2.5 W       |
| 고전력 SuperSpeed (USB 3.0) 장치             | 900 mA      | 5 V  | 4.5 W       |
| 배터리 충전 (BC) 1.2                         | 1.5 A       | 5 V  | 7.5 W       |
| 단일 레인 SuperSpeed+ (USB 3.2 Gen 2×1) 장치 | 1.5 A       | 5 V  | 7.5 W       |
| 전력 공급 3.0 SPR                            | 3 A         | 5 V  | 15 W        |
| 전력 공급 3.0 SPR                            | 3 A         | 9 V  | 27 W        |
| 전력 공급 3.0 SPR                            | 3 A         | 15 V | 45 W        |
| 전력 공급 3.0 SPR                            | 3 A         | 20 V | 60 W        |
| 전력 공급 3.0 SPR Type-C                     | 5 A         | 20 V | 100 W       |
| 전력 공급 3.1 EPR Type-C                     | 5 A         | 28 V | 140 W       |
| 전력 공급 3.1 EPR Type-C                     | 5 A         | 36 V | 180 W       |
| 전력 공급 3.1 EPR Type-C                     | 5 A         | 48 V | 240 W       |
| 1. 2. 3. 4. 5.                               |             |      |             |

장치 전력 소모의 제한은 USB 2.0의 경우 100 mA, SuperSpeed(즉, USB 3.x) 장치의 경우 150 mA인 단위 부하로 명시된다. 저전력 장치는 최대 1 단위 부하를 소모할 수 있으며, 모든 장치는 구성되기 전에 저전력 장치로 작동해야 한다. 고전력 장치는 구성되어야 하며, 그 후에는 구성에 명시된 대로 최대 5 단위 부하(500 mA) 또는 SuperSpeed 장치의 경우 6 단위 부하(900 mA)를 소모할 수 있다. 최대 전력이 항상 업스트림 포트에서 사용 가능하지 않을 수 있기 때문이다.
버스 전원 허브는 저전력 포트를 제공하는 고전력 장치이다. 자체적으로 1단위 부하를 소모하며, 최대 4개의 포트 각각에 1단위 부하를 소모한다. 허브에는 포트 대신 제거 불가능한 장치가 있을 수도 있으며, 일반적인 예로는 마우스와 같은 포인팅 장치에 충분한 2개의 저전력 A 포트가 포함된 키보드이다. (이러한 키보드는 USB 용어로 하나의 허브와 하나의 주변 장치이다.) 자체 전원 허브는 호스트로부터의 전원 공급을 자체 외부 공급으로 보충하여 고전력 포트를 제공하는 장치이다. 선택적으로 허브 컨트롤러는 저전력 장치로 작동하기 위해 전원을 소모할 수 있지만, 모든 고전력 포트는 허브의 자체 전원으로부터 전력을 소모해야 한다.
고전력 장치에서 허용되는 것보다 더 많은 전력을 요구하는 장치(예: 고속 디스크 드라이브)의 경우, 단일 포트의 버스 전원으로는 제대로 작동하지 않거나 전혀 작동하지 않는다. USB는 이러한 장치를 자체 전원 장치로 제공한다. 그러나 이러한 장치는 Y자형 케이블과 함께 제공될 수 있으며, 이 케이블에는 두 개의 USB 플러그(하나는 전원 및 데이터 전송용, 다른 하나는 전원 전용)가 있어 두 개의 장치처럼 전원을 소모할 수 있다. 이러한 케이블은 비표준이며, 사양에는 "USB 주변 장치에 'Y' 케이블(두 개의 A-플러그가 있는 케이블) 사용은 금지된다"고 명시되어 있어 "USB 주변 장치가 설계된 USB 사양에서 허용하는 것보다 더 많은 전력을 필요로 하는 경우 자체 전원이어야 한다"는 의미이다.

### USB 배터리 충전
USB 배터리 충전 (BC)은 데이터가 있는 충전 다운스트림 포트(CDP) 또는 데이터가 없는 전용 충전 포트(DCP)가 될 수 있는 충전 포트를 정의한다. 전용 충전 포트는 USB 전원 어댑터에서 연결된 장치를 작동 및 충전하고 배터리 팩을 충전하는 데 사용될 수 있다. 두 종류의 충전 포트가 있는 호스트는 라벨이 붙어 있다.
충전 장치는 D+ 및 D- 단자의 비데이터 신호를 통해 충전 포트를 식별한다. 전용 충전 포트는 D+ 및 D- 단자 사이에 200 Ω을 초과하지 않는 저항을 배치한다.
기본 사양에 따라 표준 다운스트림 포트(SDP)에 연결된 모든 장치는 처음에 저전력 장치여야 하며, 고전력 모드는 호스트에 의한 후속 USB 구성에 따라 달라진다. 그러나 충전 포트는 즉시 0.5A에서 1.5A 사이의 전류를 공급할 수 있다. 충전 포트는 0.5A 미만의 전류 제한을 적용해서는 안 되며, 1.5A 미만 또는 전압이 2V로 떨어지기 전에 종료되어서는 안 된다.
이러한 전류는 원래 표준보다 크므로, 케이블의 추가 전압 강하는 잡음 여유를 줄여 고속 신호에 문제를 일으킨다. 배터리 충전 사양 1.1은 충전 장치가 고속 신호 중에 버스 전원 전류 소모를 동적으로 제한해야 한다고 명시한다. 1.2는 충전 장치와 포트가 고속 신호에서 더 높은 접지 전압 차이를 허용하도록 설계되어야 한다고 명시한다.
사양 개정 1.2는 2010년에 발표되었다. 이 개정은 몇 가지 변경 사항을 적용하고 제한을 늘렸으며, 여기에는 구성되지 않은 장치에 대해 충전 다운스트림 포트에서 1.5A를 허용하는 것을 포함하여 1.5A까지의 전류를 가지면서 고속 통신을 가능하게 했다. 또한 저항 메커니즘을 통한 충전 포트 감지 지원이 제거되었다.
배터리 충전 사양이 정의되기 전에는 휴대용 장치가 사용 가능한 전류를 문의하는 표준화된 방법이 없었다. 예를 들어, Apple의 iPod 및 iPhone 충전기는 D- 및 D+ 라인의 전압(때로는 "Apple Brick ID"라고도 불림)을 통해 사용 가능한 전류를 나타낸다. D+ = D- = 2.0V일 때 장치는 최대 900mA를 소모할 수 있다. D+ = 2.0V이고 D- = 2.8V일 때 장치는 최대 1A의 전류를 소모할 수 있다. D+ = 2.8V이고 D- = 2.0V일 때 장치는 최대 2A의 전류를 소모할 수 있다. 이 방법으로 공급되는 최대 전력은 12.48W (5.2V, 2.4A)였다.

#### 액세서리 충전기 어댑터
USB 온더고 (OTG) 장치는 충전뿐만 아니라 호스트 또는 주변 장치에 연결하기 위한 단일 마이크로-AB 포트(또는 이전에는 미니-AB 포트)를 가진다. 액세서리 충전기 어댑터(ACA)는 충전기와 호스트 또는 주변 장치에 동시에 연결할 수 있도록 하며, 충전기는 OTG 장치와 연결된 모든 주변 장치에 전원을 공급한다. 예를 들어, 키보드를 스마트폰에 연결하거나, 프린터, 키보드, 플래시 드라이브를 USB 허브를 통해 스마트폰에 연결할 수 있으며, ACA는 스마트폰을 충전하고 키보드, 플래시 드라이브, 허브에 전원을 공급할 수 있다. 또는 스마트폰이 충전을 위한 완전한 전원을 제공하지 않는 컴퓨터(호스트)에 연결될 때 ACA가 완전한 충전 전원을 제공할 수 있다.
액세서리 충전기 어댑터는 OTG, 충전기 및 액세서리의 세 가지 포트를 가진다. OTG 포트는 영구적으로 부착된(고정) Micro-A 플러그가 있는 케이블을 통해 온더고 장치에 연결된다. 충전기 포트는 '충전기 전용'으로 표시되어 있으며 OTG 장치와의 USB 통신을 지원하지 않는다. 이 포트는 Micro-B 리셉터클이거나 고정된 케이블일 수 있으며, 이러한 고정 케이블은 Standard-A 플러그를 가지거나 충전기에 영구적으로 부착된다. 액세서리 포트는 Micro-AB 또는 Standard-A 리셉터클이다. A 리셉터클은 정의상 주변 장치에만 연결할 수 있다. Micro-AB 리셉터클은 호스트 또는 주변 장치를 연결하는 데 사용될 수 있다. OTG 포트의 고정 플러그는 일반 Micro-A 플러그와는 달리 특이한다. 일반 Micro-A 플러그는 기계적으로 A 플러그로 식별될 뿐만 아니라 전기적으로도 그렇게 표시되어(OTG 장치가 호스트로 작동하게 함) OTG 장치가 호스트로 작동하게 하지만, 액세서리 충전기 어댑터의 Micro-A 플러그는 Micro-B 플러그가 (Micro-AB) 액세서리 포트에 연결될 때 전기적으로 B가 되어 OTG 장치가 주변 장치로 작동하게 한다.

### USB 파워 딜리버리
| 프로파일 | +5 V        | +12 V       | +20 V        |
| -------- | ----------- | ----------- | ------------ |
| 0        | 예약됨      | 예약됨      | 예약됨       |
| 1        | 3.0 A, 15 W | 빈칸        | 빈칸         |
| 2        | 3.0 A, 15 W | 1.5 A, 18 W | 빈칸         |
| 3        | 3.0 A, 15 W | 3.0 A, 36 W | 빈칸         |
| 4        | 3.0 A, 15 W | 3.0 A, 36 W | 3.0 A, 60 W  |
| 5        | 3.0 A, 15 W | 5.0 A, 60 W | 5.0 A, 100 W |
| 1.       |             |             |              |

| ≤ 15 W      | 어떤 것이든     | 5 V  | ≤ 3.0 A |
| ≤ 27 W      | 어떤 것이든     | 9 V  | ≤ 3.0 A |
| ≤ 45 W      | 어떤 것이든     | 15 V | ≤ 3.0 A |
| ≤ 60 W      | 어떤 것이든     | 20 V | ≤ 3.0 A |
| ≤ 100 W     | 5 A, 또는 100 W | 20 V | ≤ 5.0 A |
| ≤ 140 W     | 240 W           | 28 V | ≤ 5.0 A |
| ≤ 180 W     | 240 W           | 36 V | ≤ 5.0 A |
| ≤ 240 W     | 240 W           | 48 V | ≤ 5.0 A |
| 1. 2. 3. 4. |                 |      |         |

USB Type-C 충전 로고 (USB4 20 Gbps 포트)

USB Power Delivery 개정 3.1의 전력 규칙

2012년 7월, USB 프로모터 그룹은 USB Power Delivery (USB-PD) 사양 (USB PD 개정 1)의 최종화를 발표했다. 이 확장은 이전 USB 배터리 충전 사양에서 허용된 최대 7.5W보다 더 많은 전력(더 큰 전력 요구 사항을 가진 장치에)을 공급하기 위해 인증된 PD 지원 USB 케이블을 표준 USB Type-A 및 Type-B 단자와 함께 사용하는 것을 명시한다. (USB-PD A 및 B 플러그는 기계적 표시를 가지며, Micro 플러그는 케이블 기능을 나타내는 저항 또는 커패시터가 ID 핀에 연결된다.) USB-PD 장치는 호환되는 호스트로부터 더 높은 전류 및 공급 전압을 요청할 수 있다. 지원되는 프로파일에 따라 5V에서 최대 2A(최대 10W 전력 소모)까지, 선택적으로 12V(36W 또는 60W) 또는 20V(60W 또는 100W)에서 최대 3A 또는 5A까지 가능하다. 모든 경우에 호스트-장치 및 장치-호스트 구성이 모두 지원된다.
이는 기존 유럽 및 중국 모바일 전화 충전 표준의 자연스러운 확장으로서 노트북, 태블릿, USB 전원 디스크 및 유사한 고전력 소비자 가전 제품을 균일하게 충전하는 것을 허용하는 것을 목표로 한다. 이는 또한 소형 장치에 사용되는 전력이 주거 및 공공 건물 모두에서 전송되고 사용되는 방식에 영향을 미칠 수 있다. 이 표준은 이전 USB 배터리 충전 사양과 공존하도록 설계되었다.
첫 번째 전력 공급 사양(개정 1.0)은 전원 공급 장치를 위한 6가지 고정 전력 프로파일을 정의했다. PD 지원 장치는 양방향 데이터 채널을 통해 전원 공급 장치와 인터페이스하고 지원되는 프로파일에 따라 최대 5A 및 20V까지 다양한 수준의 전력을 요청하여 유연한 전력 관리 체계를 구현한다. 전력 구성 프로토콜은 구성 채널(CC) 와이어가 있는 경우 BMC 코딩을 사용하거나 VBUS 라인에서 24MHz BFSK 코딩 전송 채널을 사용할 수 있다.
USB Power Delivery 사양 개정 2.0 (USB PD 개정 2.0)은 USB 3.1 제품군의 일부로 출시되었다. 이 사양은 별도의 구성 채널을 가진 USB-C 케이블 및 단자를 다루며, 이제 DC 결합 저주파 BMC 코드 데이터 채널을 호스트하여 RF 간섭 가능성을 줄인다. 전력 공급 프로토콜은 케이블 ID 기능, 대체 모드 협상, VBUS 전류 증가, VCONN 전원 액세서리와 같은 USB-C 기능을 용이하게 하기 위해 업데이트되었다.
USB Power Delivery 사양 개정 2.0, 버전 1.2부터 전원 공급 장치에 대한 6가지 고정 전원 프로파일은 구식화되었다. USB PD 전력 규칙은 전력 프로파일을 대체하며, 5V, 9V, 15V, 20V의 4가지 규범적 전압 수준을 정의한다. 6가지 고정 프로파일 대신 전원 공급 장치는 0.5W에서 100W까지의 모든 최대 소스 출력 전력을 지원할 수 있다.

USB Power Delivery 사양 개정 3.0은 VBUS 출력에 대한 세밀한 제어를 허용하는 선택적 프로그래밍 가능 전원 공급 장치(PPS) 프로토콜을 정의한다. 이 프로토콜은 3.3V에서 21V까지 20mV 단계로 전압 범위를 허용하며, 50mA 단계로 전류를 지정하여 정전압 및 정전류 충전을 용이하게 한다. 개정 3.0은 또한 확장 구성 메시지 및 빠른 역할 전환을 추가하고 BFSK 프로토콜을 구식화한다.(Table 6.26)

USB Power Delivery (PD) 충전기의 프로그래밍 가능 전원 공급 장치 (PPS) 프로토콜 지원을 나타내는 인증된 USB 고속 충전기 로고

2018년 1월 8일, USB-IF는 USB Power Delivery 3.0 사양의 프로그래밍 가능 전원 공급 장치(PPS) 프로토콜을 사용하는 충전기를 위한 Certified USB Fast Charger 로고를 발표했다.

2021년 5월, USB PD 프로모터 그룹은 사양 개정 3.1을 발표했다. 개정 3.1은 확장 전력 범위(EPR) 모드를 추가하여 28V, 36V, 48V의 더 높은 전압을 허용하며 최대 240W의 전력(48V에서 5A)을 제공한다. 또한 "조정 가능 전압 공급(AVS)" 프로토콜을 추가하여 15V에서 48V까지 100mV 단계로 전압을 지정할 수 있다. 더 높은 전압에는 5A 작동을 지원하고 USB Type-C 표준 개정 2.1에서 요구하는 기계적 개선 사항을 포함하는 전자적으로 표시된 EPR 케이블이 필요하다. 기존 전력 모드는 소급하여 표준 전력 범위(SPR)로 이름이 변경되었다. 2021년 10월, Apple은 새로운 맥북과 함께 140W (28V 5A) GaN USB PD 충전기를 도입했으며, 2023년 6월 Framework는 Framework 16과 함께 180W (36V 5A) GaN USB PD 충전기를 도입했다.
2023년 10월, USB PD 프로모터 그룹은 사양 개정 3.2를 발표했다. AVS 프로토콜은 이제 기존 표준 전력 범위(SPR)에서도 최소 9V까지 작동한다.(§10.2.2)
Power Delivery 이전에, 휴대 전화 공급업체들은 USB 배터리 충전 사양(BCS)의 7.5W 제한을 초과하기 위해 자체 프로토콜을 사용했다. 예를 들어, Qualcomm의 퀵 차지 2.0은 더 높은 전압으로 18W를 공급할 수 있고, VOOC는 일반적인 5V에서 20W를 공급한다. 퀵 차지 4와 같은 일부 기술은 결국 USB PD와 다시 호환되었다.

### 충전 컨트롤러
2024년 기준 주류 USB PD 충전 컨트롤러는 단일 포트를 통해 최대 100W를 지원하며, 일부는 최대 140W, 그리고 맞춤형으로 제작된 것은 최대 180W를 지원한다.

### 슬립앤차지 포트

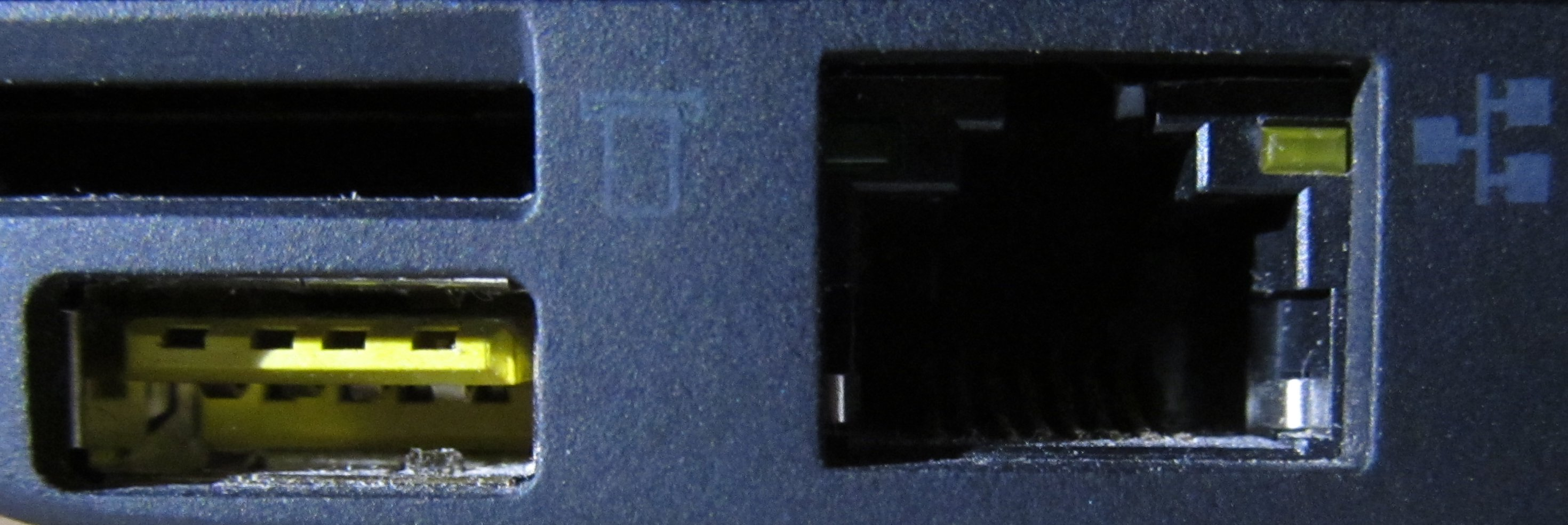
슬립앤차지를 나타내는 노란색 USB 포트

슬립앤차지 USB 포트는 컴퓨터가 꺼져 있을 때도 전자 장치를 충전하는 데 사용할 수 있다. 일반적으로 컴퓨터가 꺼지면 USB 포트의 전원이 꺼진다. 이 기능은 일부 노트북 도킹 스테이션에도 구현되어 노트북이 없어도 장치 충전이 가능하다. 노트북에서는 AC 전원에 연결되어 있지 않을 때 USB 포트에서 장치를 충전하면 노트북 배터리가 소모된다. 대부분의 노트북은 자체 배터리 충전 수준이 너무 낮아지면 충전을 중지하는 기능을 가지고 있다.
델, HP 및 도시바 노트북에서 슬립앤차지 USB 포트는 표준 USB 기호에 번개 또는 배터리 아이콘이 오른쪽에 추가되어 표시된다. 델은 이 기능을 PowerShare라고 부르며, BIOS에서 활성화해야 한다. 도시바는 이를 USB Sleep-and-Charge라고 부른다. Acer Inc. 및 Packard Bell 노트북에서 슬립앤차지 USB 포트는 비표준 기호(배터리 그림 위에 USB 글자)로 표시되며, 이 기능은 Power-off USB라고 불린다. Lenovo는 이 기능을 Always On USB라고 부른다.

### 휴대폰 충전기 표준

#### 중화인민공화국에서
2007년 6월 14일 기준, 중화인민공화국에서 라이선스 신청하는 모든 신형 휴대 전화는 배터리 충전을 위한 전원 포트로 USB 포트를 사용해야 한다. 이는 충전기에서 D+와 D-를 단락시키는 규약을 사용한 첫 번째 표준이었다.

#### OMTP/GSMA Universal Charging Solution
2007년 9월, 오픈 모바일 터미널 플랫폼 그룹(노키아, Samsung, Motorola, 소니 에릭슨, LG와 같은 이동통신 사업자 및 제조업체의 포럼)은 회원사들이 마이크로-USB를 모바일 장치용 미래 공통 단자로 합의했다고 발표했다.
GSM 협회 (GSMA)는 2009년 2월 17일 이를 따랐고, 그리고 2009년 4월 22일, CTIA – The Wireless Association의 추가적인 지지를 받았으며, 국제전기통신연합 (ITU)은 2009년 10월 22일 Universal Charging Solution을 "에너지 효율적인 올인원 휴대폰 충전 솔루션"으로 채택했다고 발표하며 다음과 같이 덧붙였다: "마이크로-USB 인터페이스를 기반으로 하는 UCS 충전기는 4성급 이상의 효율 등급을 포함할 것이며, 이는 등급이 없는 충전기보다 최대 3배 더 에너지 효율적이다."

#### EU 스마트폰 전원 공급 표준
2009년 6월, 유럽 연합 집행위원회는 유럽 연합에서 판매되는 스마트폰 충전의 공통 표준으로 마이크로-USB를 채택하기 위한 자발적 양해각서(MoU)를 조직했다. 이 사양은 common external power supply라고 불렸다. MoU는 2014년까지 유효했다. 공동 EPS 사양(EN 62684:2010)은 USB 배터리 충전 사양을 참조하며 GSMA/OMTP 및 중국 충전 솔루션과 유사하다. 2011년 1월, International Electrotechnical Commission (IEC)는 (EU의) 공동 EPS 표준 버전을 IEC 62684:2011로 발표했다.
2022년, 무선 장비 지침 2022/2380은 USB-C를 2024년부터 휴대폰 충전 표준으로, 2026년부터 노트북 충전 표준으로 의무화했다.

### 더 빠른 충전 표준
다양한 (비-USB) 표준이 USB 배터리 충전 표준보다 더 빠르게 장치를 충전하는 것을 지원한다. 장치가 더 빠른 충전 표준을 인식하지 못하면 일반적으로 장치와 충전기는 5V 1.5A (7.5W)의 USB 배터리 충전 표준으로 되돌아간다. 장치가 호환되는 더 빠른 충전 표준을 가진 충전기에 연결되었음을 감지하면 장치는 더 많은 전류를 소모하거나 충전기에 전압을 높이도록 지시하거나 둘 다를 통해 전력을 증가시킨다 (세부 사항은 표준마다 다르다).
이러한 표준에는 다음이 포함된다:
- 앤커 파워IQ
- Google 고속 충전
- Huawei 슈퍼차지
- MediaTek 펌프 익스프레스
- 모토로라 터보파워
- 오포 슈퍼 VOOC 플래시 차지, OnePlus 장치에서는 Dash Charge 또는 Warp Charge로, Realme 장치에서는 Dart Charge로도 알려져 있음
- Qualcomm 퀵 차지 (QC)
- 삼성 Adaptive Fast Charging

### 비표준 장치
일부 USB 장치는 단일 포트에 대한 사양에서 허용하는 것보다 더 많은 전력을 요구한다. 이는 외장 하드 드라이브 및 광학 디스크 드라이브, 그리고 일반적으로 모터 또는 램프가 있는 장치에 일반적이다. 이러한 장치는 표준에서 허용하는 외부 전원 공급 장치를 사용하거나, 하나의 입력은 전원 및 데이터 전송용이고 다른 하나는 전원 전용인 이중 입력 USB 케이블을 사용할 수 있다. 이 경우 해당 장치는 비표준 USB 장치가 된다. 일부 USB 포트 및 외부 허브는 실제로 사양에서 요구하는 것보다 더 많은 전력을 USB 장치에 공급할 수 있지만, 표준 준수 장치는 이에 의존해서는 안 된다.
USB 사양은 장치가 사용하는 총 평균 전력량을 제한하는 것 외에도 장치가 처음 연결될 때의 돌입 전류 (즉, 디커플링 및 필터 캐패시터를 충전하는 데 사용되는 전류)를 제한한다. 그렇지 않으면 장치 연결로 인해 호스트의 내부 전원에 문제가 발생할 수 있다. USB 장치는 또한 USB 호스트가 일시 중단될 때 자동으로 초저전력 일시 중단 모드로 진입해야 한다. 그럼에도 불구하고 많은 USB 호스트 인터페이스는 일시 중단될 때 USB 장치에 대한 전원 공급을 차단하지 않는다.
일부 비표준 장치는 적절한 USB 네트워크에 참여하지 않고 USB 5V 전원 공급 장치를 사용하며, 이는 호스트 인터페이스와 전력 소모를 협상한다. 이러한 장치는 일반적으로 협상 없이 허용되는 것보다 더 많은 전력을 소모하여 표준을 위반한다. USB 전원 키보드 조명, 팬, 머그 쿨러 및 히터, 배터리 충전기, 소형 진공 청소기, 심지어 소형 용암등도 그 예이다. 대부분의 경우 이러한 품목은 디지털 회로를 포함하지 않으므로 표준 준수 USB 장치가 아니다. 이는 일부 컴퓨터에 문제를 일으킬 수 있으며, 과도한 전류 소모로 회로가 손상될 수 있다. USB 배터리 충전 사양 이전에는 USB 사양에서 장치가 저전력 모드(최대 100mA)로 연결하고 호스트에 현재 요구 사항을 전달하도록 요구했으며, 그러면 호스트는 장치가 고전력 모드로 전환하도록 허용했다.
USB Power Delivery 이전의 일부 장치는 충전 포트에 연결될 때 배터리 충전 사양에서 허용하는 것보다 더 많은 전력(10와트)을 독점적인 방법으로 소모하지만, USB 표준을 위반하지 않고 완전한 호환성을 유지한다. iPad가 그러한 장치 중 하나이다. 이 장치는 데이터 핀 전압으로 전류 소모를 협상한다. Barnes & Noble의 Nook Color 장치도 1.9A를 제공할 수 있는 특수 충전기를 필요로 한다.

### PoweredUSB
PoweredUSB는 USB Power Delivery보다 훨씬 이전에 등장한 독점적인 확장 기능으로, 5V, 12V 또는 24V에서 최대 6A를 공급하는 4개의 핀을 추가한다. 일반적으로 판매 시점 관리 시스템에서 바코드 판독기, 신용카드 단말기 및 프린터와 같은 주변 장치에 전원을 공급하는 데 사용된다.